# Nati nel 1891
| Questa pagina contiene informazioni ricavate automaticamente dalle voci biografiche con l'ausilio del template Bio e di un bot. L'aggiornamento è periodico e automatico e ricostruisce completamente la pagina. Se manca una persona in questa lista, sei pregato di non aggiungerla, ma accertati piuttosto che la sua voce biografica contenga il template Bio e che i dati anagrafici siano correttamente compilati. Se il template Bio manca, inseriscilo tu stesso o, in alternativa, metti l'avviso {{tmp\|Bio}} che ne segnala la mancanza. Se i dati riportati sono sbagliati, correggi direttamente la voce biografica; le modifiche saranno visibili in questa lista entro pochi giorni. Per chiarimenti vedi il progetto biografie. La lista contiene solo le 1.388 persone che sono citate nell'enciclopedia e per le quali è stato implementato correttamente il template Bio. Pagina aggiornata al 18 ago 2025. |

## Gennaio(117)
- 1º gennaio - Shahan Berberian, compositore, filosofo e pedagogo armeno († 1956)
- 1º gennaio - Charles Bickford, attore statunitense († 1967)
- 1º gennaio - Renato Casalbore, giornalista italiano († 1949)
- 1º gennaio - Guy Clarkson, hockeista su ghiaccio britannico († 1974)
- 1º gennaio - Alessandro De Stefani, commediografo, scrittore e sceneggiatore italiano († 1970)
- 1º gennaio - Samuel Albert Levine, cardiologo statunitense († 1966)
- 1º gennaio - Titomanlio Manzella, scrittore e giornalista italiano († 1966)
- 1º gennaio - Konstantin Konstantinovič Romanov, nobile russo († 1918)
- 1º gennaio - Pietro Salvo, politico italiano († 1945)
- 1º gennaio - Angelo Serio, fantino italiano († 1947)
- 2 gennaio - Mechthild d'Asburgo-Teschen, nobile († 1966)
- 2 gennaio - Giovanni Michelucci, architetto, urbanista e incisore italiano († 1990)
- 2 gennaio - Tranquillo Zerbi, ingegnere italiano († 1939)
- 3 gennaio - Federigo Angeli, pittore italiano († 1952)
- 3 gennaio - Horace Barnes, calciatore inglese († 1961)
- 3 gennaio - Alfred Brinckmann, scacchista tedesco († 1967)
- 3 gennaio - Virgilio Fossati, calciatore e allenatore di calcio italiano († 1916)
- 3 gennaio - Augusto Novaro, compositore e teorico musicale messicano († 1960)
- 3 gennaio - Carlo Salamano, pilota automobilistico italiano († 1969)
- 4 gennaio - Giovanni Guccione, militare italiano († 1915)
- 4 gennaio - Carlo Masseroni, imprenditore e dirigente sportivo italiano († 1957)
- 4 gennaio - Eduard Schulte, imprenditore tedesco († 1966)
- 4 gennaio - Alfredo Sivocci, ciclista su strada e dirigente sportivo italiano († 1980)
- 5 gennaio - Sidney Cross, ginnasta britannico († 1964)
- 5 gennaio - Lilian Lenton, ballerina e attivista britannica († 1972)
- 5 gennaio - Arthur Mandler, compositore di scacchi cecoslovacco († 1971)
- 6 gennaio - Umberto Cuzzi, architetto italiano († 1973)
- 6 gennaio - Rochus Gliese, scenografo, regista e attore tedesco († 1978)
- 6 gennaio - Alfredo Tibiletti, ciclista su strada italiano († 1928)
- 6 gennaio - Adolf von Bomhard, generale e politico tedesco († 1976)
- 7 gennaio - Zora Neale Hurston, scrittrice e antropologa statunitense († 1960)
- 8 gennaio - Walther Bothe, fisico, matematico e chimico tedesco († 1957)
- 8 gennaio - Bronislava Fominična Nižinskaja, ballerina, coreografa e insegnante russa († 1972)
- 8 gennaio - Luigi Valcarenghi, militare italiano († 1936)
- 9 gennaio - Reginald James, fisico e esploratore britannico († 1964)
- 10 gennaio - Heinrich Behmann, logico e matematico tedesco († 1970)
- 10 gennaio - Bernard Herzbrun, scenografo statunitense († 1964)
- 10 gennaio - Ann Shoemaker, attrice statunitense († 1978)
- 11 gennaio - Pavlo Tyčyna, poeta e politico sovietico († 1967)
- 12 gennaio - Luigi Lama, militare italiano († 1918)
- 12 gennaio - John Cecil Masterman, scrittore britannico († 1977)
- 12 gennaio - Pietro Pinna Parpaglia, generale e politico italiano († 1966)
- 12 gennaio - Raeburn Van Buren, fumettista statunitense († 1987)
- 12 gennaio - Henry Wells, canottiere britannico († 1967)
- 13 gennaio - Julio Baghy, esperantista e scrittore ungherese († 1967)
- 13 gennaio - Christopher Michael Maltby, generale britannico († 1980)
- 13 gennaio - Miguel Agustín Pro, presbitero e gesuita messicano († 1927)
- 13 gennaio - Vasilij Žitarev, calciatore russo († 1961)
- 14 gennaio - Sinibaldo Vellei, militare italiano († 1915)
- 15 gennaio - Franz Babinger, storico e turcologo tedesco († 1967)
- 15 gennaio - Alberto Carosi, pittore italiano († 1967)
- 15 gennaio - Ray Chapman, giocatore di baseball statunitense († 1920)
- 15 gennaio - Leopoldo Conforti, magistrato italiano († 1962)
- 15 gennaio - Vannuccio Faralli, giornalista, partigiano e politico italiano († 1969)
- 15 gennaio - Osip Ėmil'evič Mandel'štam, poeta, letterato e saggista russo († 1938)
- 15 gennaio - Diana Budisavljević, attivista austriaca († 1978)
- 16 gennaio - Hubert Noel, ciclista su strada belga († 1966)
- 17 gennaio - Roberto Cantalupo, politico, diplomatico e saggista italiano († 1975)
- 17 gennaio - Leonard Dupee White, storico statunitense († 1958)
- 17 gennaio - Marjorie Gateson, attrice statunitense († 1977)
- 17 gennaio - Arturo Carlo Jemolo, giurista e storico italiano († 1981)
- 17 gennaio - Emilio Ricci, poeta italiano († 1915)
- 18 gennaio - Giustino Russolillo, presbitero italiano († 1955)
- 18 gennaio - Domenico Sanfilippo, editore italiano († 1976)
- 18 gennaio - Clare Winger Harris, scrittrice statunitense († 1968)
- 19 gennaio - Joseph De Craecker, schermidore belga († 1975)
- 19 gennaio - Bobby McNeal, calciatore inglese († 1956)
- 19 gennaio - Albertina Rasch, danzatrice, coreografa e attrice austriaca († 1967)
- 20 gennaio - Riccardo Eberhardt, calciatore italiano
- 20 gennaio - Mischa Elman, violinista statunitense († 1967)
- 20 gennaio - Harry Hayes, calciatore argentino († 1976)
- 20 gennaio - Livio Livi, statistico italiano († 1969)
- 20 gennaio - Fernando Saraceni, dirigente sportivo, allenatore di calcio e calciatore italiano († 1956)
- 21 gennaio - Albert Battel, avvocato e militare tedesco († 1952)
- 21 gennaio - Livio Bonelli, generale italiano († 1949)
- 21 gennaio - Ugo Buttà, generale italiano († 1949)
- 21 gennaio - Nikolaj Semënovič Golovanov, direttore d'orchestra e compositore sovietico († 1953)
- 21 gennaio - Francisco Lázaro, maratoneta portoghese († 1912)
- 21 gennaio - Aldo Silvani, attore, regista e doppiatore italiano († 1964)
- 22 gennaio - Franz Gabriel Alexander, psicanalista e medico ungherese († 1964)
- 22 gennaio - Antonio Gramsci, politico, filosofo e politologo italiano († 1937)
- 22 gennaio - Gilla Vincenzo Gremigni, arcivescovo cattolico italiano († 1963)
- 22 gennaio - Moïse Kisling, pittore polacco († 1953)
- 22 gennaio - Bruno Loerzer, generale e aviatore tedesco († 1960)
- 22 gennaio - Tom Patricola, chitarrista, comico e ballerino statunitense († 1950)
- 23 gennaio - Abram Samojlovič Bezicovič, matematico russo († 1970)
- 23 gennaio - Amilcare Pizzi, tipografo, editore e calciatore italiano († 1974)
- 24 gennaio - Filippo Gabbi, pittore italiano († 1944)
- 24 gennaio - Walter Model, generale tedesco († 1945)
- 24 gennaio - Karel Petrů, giornalista e allenatore di calcio cecoslovacco († 1949)
- 25 gennaio - Alessandro Alessandrini, politico italiano († 1963)
- 25 gennaio - Anthony Bernard, direttore d'orchestra, compositore e pianista britannico († 1963)
- 25 gennaio - William Christian Bullitt, diplomatico statunitense († 1967)
- 25 gennaio - Fratelli De Rege, comico e attore italiano († 1945)
- 25 gennaio - Gwen Ffrangcon Davies, attrice inglese († 1992)
- 25 gennaio - Takeshi Takashima, generale giapponese († 1944)
- 25 gennaio - Béla von Kehrling, tennista, tennistavolista e calciatore ungherese († 1937)
- 26 gennaio - Frank Costello, mafioso italiano († 1973)
- 26 gennaio - Eugène Dhers, ciclista su strada francese († 1980)
- 26 gennaio - Il'ja Grigor'evič Ėrenburg, giornalista e scrittore sovietico († 1967)
- 26 gennaio - Eccard von Gablenz, generale tedesco († 1978)
- 26 gennaio - Charles Journet, cardinale e teologo svizzero († 1975)
- 26 gennaio - Wilder Penfield, neurologo canadese († 1976)
- 27 gennaio - Harold Cottam, ufficiale britannico († 1984)
- 28 gennaio - Barney Sedran, cestista e allenatore di pallacanestro statunitense († 1969)
- 29 gennaio - Archie Mayo, regista e attore teatrale statunitense († 1968)
- 29 gennaio - Adolf Sinzinger, generale austriaco († 1974)
- 29 gennaio - Henri Van Lerberghe, ciclista su strada e pistard belga († 1966)
- 29 gennaio - Richard Norris Williams, tennista statunitense († 1968)
- 30 gennaio - Walter Herschel Beech, imprenditore e aviatore statunitense († 1950)
- 30 gennaio - Emilio Notte, pittore italiano († 1982)
- 30 gennaio - Francesco Pricolo, aviatore italiano († 1980)
- 30 gennaio - Josè Felix de Lequerica, politico e diplomatico spagnolo († 1963)
- 31 gennaio - Luigi Biancheri, ammiraglio italiano († 1950)
- 31 gennaio - Andy Cunningham, calciatore e allenatore di calcio scozzese († 1973)
- 31 gennaio - Margherita Nugent, scrittrice, critica d'arte e collezionista d'arte italiana († 1954)
- 31 gennaio - Silvio Peruzzi, calciatore italiano

## Febbraio(101)
- 1º febbraio - Corradino D'Ascanio, ingegnere italiano († 1981)
- 1º febbraio - Mario Fucini, generale e aviatore italiano († 1977)
- 1º febbraio - Alexander Kipnis, basso russo († 1978)
- 1º febbraio - Árpád Pédery, ginnasta ungherese († 1914)
- 1º febbraio - Karla Schramm, attrice cinematografica statunitense († 1980)
- 1º febbraio - Edward Small, produttore cinematografico statunitense († 1977)
- 1º febbraio - Axel Ståhle, cavaliere svedese († 1987)
- 2 febbraio - Filippo Amedeo, politico e operaio italiano († 1946)
- 2 febbraio - Jack Dillon, pugile statunitense († 1942)
- 2 febbraio - Antonio Segni, politico italiano († 1972)
- 2 febbraio - Pascual Somma, calciatore uruguaiano († 1930)
- 2 febbraio - Lawrence Whitney, pesista e discobolo statunitense († 1941)
- 3 febbraio - Karl Allmendinger, generale tedesco († 1965)
- 3 febbraio - Tullio Bozza, schermidore italiano († 1922)
- 3 febbraio - Angelo Segrè, storico italiano († 1969)
- 4 febbraio - Tito Collevati, ginnasta italiano († 1941)
- 4 febbraio - Jüri Lossmann, maratoneta e mezzofondista estone († 1984)
- 4 febbraio - Renato Petronio, canottiere italiano († 1976)
- 5 febbraio - Marc Amsler, oculista svizzero († 1968)
- 5 febbraio - Monta Bell, regista, produttore cinematografico e montatore statunitense († 1958)
- 5 febbraio - Léopold Marchand, commediografo, sceneggiatore e dialoghista francese († 1952)
- 6 febbraio - Alessandro Ambrosini, magistrato italiano († 1992)
- 6 febbraio - Birger Dahlerus, imprenditore e diplomatico svedese († 1957)
- 6 febbraio - Adrian Maniu, poeta e drammaturgo rumeno († 1968)
- 7 febbraio - Ann Little, attrice statunitense († 1984)
- 8 febbraio - Angelo Di Carlo, militare e mafioso italiano († 1967)
- 9 febbraio - Julio Álvarez del Vayo, politico spagnolo († 1975)
- 9 febbraio - Ronald Colman, attore britannico († 1958)
- 9 febbraio - Amedeo Fani, politico, avvocato e pubblicista italiano († 1974)
- 9 febbraio - Pasquale Janniello, militare italiano († 1918)
- 9 febbraio - Kristian Krefting, calciatore norvegese († 1964)
- 9 febbraio - Pietro Nenni, politico e giornalista italiano († 1980)
- 9 febbraio - Reginald K. Pierson, ingegnere britannico († 1948)
- 10 febbraio - Renato Mazzucco, generale e aviatore italiano († 1981)
- 10 febbraio - Lessing J. Rosenwald, imprenditore, collezionista d'arte e filantropo statunitense († 1979)
- 11 febbraio - Antonio Melandri, tenore italiano († 1970)
- 11 febbraio - Harry Neumann, direttore della fotografia statunitense († 1971)
- 12 febbraio - Raffaele Cafiero, giornalista, politico e armatore italiano († 1959)
- 12 febbraio - Charles Loyd, generale inglese († 1973)
- 12 febbraio - Ascanio Marchini, politico italiano
- 12 febbraio - Robert Porter Patterson, politico statunitense († 1952)
- 13 febbraio - Ignazio Luè, pallanuotista e nuotatore italiano († 1970)
- 13 febbraio - Kate Roberts, scrittrice e attivista gallese († 1985)
- 13 febbraio - Willie Ritchie, pugile statunitense († 1975)
- 13 febbraio - Grant Wood, pittore statunitense († 1942)
- 14 febbraio - Erich Engel, regista tedesco († 1966)
- 14 febbraio - Ottavia Pogliaghi, artista e incisore italiana († 1974)
- 14 febbraio - Guglielmo Scalise, generale, diplomatico e iamatologo italiano († 1975)
- 15 febbraio - Georg von Bismarck, generale tedesco († 1942)
- 15 febbraio - Dino Borgioli, tenore italiano († 1960)
- 15 febbraio - Isaj Aleksandrovič Dobrovejn, pianista, compositore e direttore d'orchestra russo († 1953)
- 15 febbraio - Howard Higgin, sceneggiatore e regista cinematografico statunitense († 1938)
- 15 febbraio - Johann Viktor Kirsch, militare tedesco († 1946)
- 16 febbraio - Filippo Burzio, giornalista, ingegnere e politologo italiano († 1948)
- 16 febbraio - Hans F.K. Günther, antropologo tedesco († 1968)
- 16 febbraio - Gilda Pansiotti, pittrice italiana († 1986)
- 16 febbraio - Pietro Parente, cardinale, arcivescovo cattolico e teologo italiano († 1986)
- 17 febbraio - Willi Fick, calciatore tedesco († 1913)
- 17 febbraio - Adolf Abraham Halevi Fraenkel, matematico tedesco († 1965)
- 17 febbraio - Džafer Kulenović, politico jugoslavo († 1956)
- 17 febbraio - J. Harold Murray, baritono e attore statunitense († 1940)
- 17 febbraio - Hachirō Tagami, generale e criminale di guerra giapponese († 1948)
- 18 febbraio - Artur Artuzov, agente segreto russo († 1937)
- 18 febbraio - Julius Busa, aviatore austro-ungarico († 1917)
- 18 febbraio - Henry George, pistard belga († 1976)
- 18 febbraio - Giovanni Maver, slavista italiano († 1970)
- 18 febbraio - Oreste Puliti, schermidore italiano († 1958)
- 19 febbraio - Ernest Glover, mezzofondista britannico († 1954)
- 19 febbraio - Auguste Lahoulle, generale e aviatore francese († 1959)
- 20 febbraio - Edith McKay, scrittrice e infermiera australiana († 1963)
- 20 febbraio - Romola de Pulszky, nobildonna e biografa ungherese († 1978)
- 21 febbraio - Marcello Boglione, pittore e incisore italiano († 1957)
- 21 febbraio - Salvatore Rebecchini, ingegnere e politico italiano († 1977)
- 22 febbraio - Aladino Bibolotti, sindacalista, politico e antifascista italiano († 1951)
- 22 febbraio - Giovanni Braschi, avvocato e politico italiano († 1959)
- 22 febbraio - Vlas Jakovlevič Čubar', politico sovietico († 1939)
- 22 febbraio - George Jeske, sceneggiatore, regista e attore statunitense († 1951)
- 22 febbraio - Alberto Mannerini, generale italiano († 1962)
- 22 febbraio - Gino Rocca, scrittore, drammaturgo e giornalista italiano († 1941)
- 22 febbraio - Theo Willems, arciere olandese († 1960)
- 23 febbraio - Enrichetta Alfieri, religiosa italiana († 1951)
- 23 febbraio - Evgenij Bronislavovič Pašukanis, giurista sovietico († 1937)
- 24 febbraio - André Coeuroy, musicologo francese († 1976)
- 24 febbraio - Egidio Caspani, religioso italiano († 1962)
- 24 febbraio - Giulio Martinat, generale italiano († 1943)
- 25 febbraio - Pier Arrigo Barnaba, politico e militare italiano († 1967)
- 25 febbraio - Romualdo Ghiglione, ginnasta italiano († 1940)
- 25 febbraio - Francesco Loi, ginnasta italiano († 1977)
- 25 febbraio - Eddie Mannix, produttore cinematografico statunitense († 1963)
- 25 febbraio - Alfredo Marceneiro, cantante e compositore portoghese († 1982)
- 25 febbraio - Barore Sassu, poeta italiano († 1976)
- 26 febbraio - Valerio Abbondio, poeta e insegnante svizzero († 1958)
- 26 febbraio - Carlo Carcano, allenatore di calcio e calciatore italiano († 1965)
- 26 febbraio - J. H. Kramers, arabista e islamista olandese († 1951)
- 26 febbraio - Enrico Mazzola, pittore italiano († 1915)
- 26 febbraio - Giovanni Battista Rocca, presbitero, partigiano e inventore italiano († 1965)
- 26 febbraio - Paolo Scheidler, calciatore italiano († 1977)
- 27 febbraio - Georges Migot, compositore, poeta e pittore francese († 1976)
- 27 febbraio - Maartje Offers, contralto olandese († 1944)
- 27 febbraio - David Sarnoff, imprenditore statunitense († 1971)
- 28 febbraio - Julie Wohryzek, boema († 1944)

## Marzo(114)
- 1º marzo - Alfonso Maria dello Spirito Santo, presbitero polacco († 1944)
- 1º marzo - Enrico Triscornia, dirigente sportivo e calciatore italiano († 1974)
- 1º marzo - Harald Öhquist, generale finlandese († 1971)
- 1º marzo - Şehzade Mehmed Cemaleddin, principe ottomano († 1947)
- 2 marzo - George Falcke, ginnasta danese († 1979)
- 2 marzo - Ferdinand Frithum, allenatore di calcio e calciatore austriaco († 1957)
- 2 marzo - Sergej Komarov, attore sovietico († 1957)
- 3 marzo - Ezio Carabella, musicista e compositore italiano († 1964)
- 3 marzo - Arthur Drewry, dirigente sportivo inglese († 1961)
- 3 marzo - Federico Moreno Torroba, compositore spagnolo († 1982)
- 3 marzo - Damaskinos Papandreou, arcivescovo ortodosso e politico greco († 1949)
- 3 marzo - Galileo Vercesi, partigiano italiano († 1944)
- 4 marzo - René Barbier, schermidore francese († 1966)
- 4 marzo - Giovanni Magrassi, politico e avvocato italiano († 1969)
- 4 marzo - Alfredo Patroni, militare italiano († 1944)
- 4 marzo - Luigi Schingo, pittore e scultore italiano († 1976)
- 4 marzo - Viktor Turžanskij, regista ucraino († 1976)
- 4 marzo - Dazzy Vance, giocatore di baseball statunitense († 1961)
- 5 marzo - Peter Eduard Crasemann, generale tedesco († 1950)
- 5 marzo - Attilio Fresia, calciatore, allenatore di calcio e militare italiano († 1923)
- 5 marzo - Vincenzo Geraci, militare italiano († 1915)
- 5 marzo - Giovanni Titta Rosa, scrittore e critico letterario italiano († 1972)
- 5 marzo - Nicola Sansanelli, avvocato, militare e politico italiano († 1968)
- 5 marzo - Josef Schneider, canottiere svizzero († 1966)
- 5 marzo - Alberto Sussone, calciatore e militare italiano († 1916)
- 6 marzo - Angelo Besozzi, calciatore e dirigente sportivo italiano († 1974)
- 6 marzo - Victor Kilian, attore statunitense († 1979)
- 6 marzo - Vincenzo Madonia, militare italiano († 1915)
- 6 marzo - Lidia Quaranta, attrice italiana († 1928)
- 7 marzo - Josef Halumbirek, compositore di scacchi austriaco († 1968)
- 7 marzo - Rudolf Konrad, generale tedesco († 1964)
- 7 marzo - Félix Mendizábal, velocista spagnolo († 1959)
- 7 marzo - Umberto Nordio, architetto italiano († 1971)
- 8 marzo - Ottavio Caiazzo, militare italiano († 1917)
- 8 marzo - Sam Jaffe, attore statunitense († 1984)
- 8 marzo - Robert Sjursen, ginnasta norvegese († 1965)
- 8 marzo - Albert Séguin, ginnasta francese († 1948)
- 9 marzo - Eden Fumagalli, imprenditore italiano († 1971)
- 9 marzo - José P. Laurel, politico, avvocato e giudice filippino († 1959)
- 9 marzo - Kurt Latte, filologo classico tedesco († 1964)
- 9 marzo - Francis Pegahmagabow, militare, politico e attivista nativo americano († 1952)
- 10 marzo - Hermann Bosch, calciatore tedesco († 1916)
- 10 marzo - Earl Johnson, mezzofondista statunitense († 1965)
- 11 marzo - Wille Andersson, pallanuotista e nuotatore svedese († 1933)
- 11 marzo - Igino Balducci, poeta e scrittore italiano († 1974)
- 11 marzo - Mario Berlinguer, avvocato, giornalista e politico italiano († 1969)
- 11 marzo - Michael Polanyi, filosofo, economista e chimico ungherese († 1976)
- 11 marzo - Basil Williams, pattinatore artistico su ghiaccio britannico († 1951)
- 12 marzo - Gerhard Berthold, generale tedesco († 1942)
- 12 marzo - Nino Galizzi, scultore italiano († 1975)
- 12 marzo - Wilhelm Reinhard, aviatore tedesco († 1918)
- 13 marzo - Felix Aderca, scrittore, poeta e giornalista rumeno († 1962)
- 13 marzo - Pilar di Baviera, principessa tedesca († 1987)
- 13 marzo - Michel Souriau, filosofo francese († 1986)
- 14 marzo - Lorenzo Mangiante, ginnasta italiano († 1936)
- 14 marzo - Giulio Parisio, fotografo italiano († 1967)
- 14 marzo - Józef Zając, generale e aviatore polacco († 1963)
- 15 marzo - Giuseppe Agnino, imprenditore, giornalista e politico italiano († 1974)
- 15 marzo - Ferruccio Ferrazzi, pittore e scultore italiano († 1978)
- 15 marzo - Laura Papo Bohoreta, scrittrice e traduttrice bosniaca († 1942)
- 15 marzo - Charles Ray, attore, regista e produttore cinematografico statunitense († 1943)
- 16 marzo - Patsy Gallacher, calciatore irlandese († 1953)
- 16 marzo - Marcelle Capy, giornalista e scrittrice francese († 1962)
- 16 marzo - Attilio Rizzo, partigiano italiano († 1945)
- 16 marzo - Ciro Scianna, militare italiano († 1918)
- 16 marzo - Alfonsina Strada, ciclista su strada italiana († 1959)
- 18 marzo - Dileep Singh, principe indiano († 1961)
- 18 marzo - René Herbst, architetto e designer francese († 1982)
- 18 marzo - Charles Lelong, velocista francese († 1970)
- 19 marzo - Gabriella Conti Armellini, astronoma italiana († 1974)
- 19 marzo - Gustav Deutsch, calciatore austriaco († 1967)
- 19 marzo - Gioacchino Maglioni, compositore e violinista italiano († 1966)
- 19 marzo - Innocenzo Sabbatini, architetto italiano († 1983)
- 19 marzo - Hitoshi Sasaki, calciatore e allenatore di calcio giapponese († 1982)
- 19 marzo - Earl Warren, giurista e politico statunitense († 1974)
- 20 marzo - Camillo Corsanego, giurista e politico italiano († 1963)
- 20 marzo - Edmund Goulding, regista e sceneggiatore britannico († 1959)
- 21 marzo - Aleksandr Gorbatov, generale sovietico († 1973)
- 21 marzo - Jerusha Jhirad, ginecologa indiana († 1984)
- 22 marzo - Giovanni Bianconi, poeta, artista e etnologo svizzero († 1981)
- 22 marzo - Pere Bosch-Gimpera, archeologo, antropologo e filologo spagnolo († 1974)
- 22 marzo - Tommy Gibbons, pugile statunitense († 1960)
- 22 marzo - Bogusław Miedziński, militare, politico e giornalista polacco († 1972)
- 22 marzo - Giuseppe Musinu, generale italiano († 1992)
- 22 marzo - Boris Georgievič Romanov, coreografo e direttore artistico russo († 1957)
- 24 marzo - Rudolf Berthold, aviatore tedesco († 1920)
- 24 marzo - Vincenzo Giudice, militare italiano († 1944)
- 24 marzo - Segundo di Santa Teresa, presbitero spagnolo († 1936)
- 24 marzo - Charley Toorop, pittrice olandese († 1955)
- 24 marzo - Sergej Ivanovič Vavilov, fisico sovietico († 1951)
- 25 marzo - Zenzō Shimizu, tennista giapponese († 1977)
- 25 marzo - János Vörös, militare ungherese († 1968)
- 26 marzo - Giuseppe Azzini, ciclista su strada italiano († 1925)
- 26 marzo - Maurice Rostand, scrittore francese († 1968)
- 26 marzo - Giuseppe Toffanin, critico letterario e scrittore italiano († 1980)
- 27 marzo - Paul Billik, militare e aviatore tedesco († 1926)
- 27 marzo - Adolphus Peter Elkin, presbitero e antropologo australiano († 1979)
- 27 marzo - Bobby Parker, calciatore e allenatore di calcio scozzese († 1950)
- 27 marzo - Carl Pedersen, calciatore norvegese († 1964)
- 27 marzo - Tarquinio Sini, illustratore e pubblicitario italiano († 1943)
- 27 marzo - Lajos Zilahy, scrittore ungherese († 1974)
- 28 marzo - Giacomo Dal Monte Casoni, politico italiano († 1968)
- 28 marzo - Vincenzo Dapino, generale italiano († 1957)
- 28 marzo - Francesco Marchini Camia, politico italiano († 1960)
- 29 marzo - Yvan Goll, scrittore, poeta e drammaturgo francese († 1950)
- 29 marzo - Alfred Neubauer, dirigente sportivo austriaco († 1980)
- 30 marzo - Wilhelm Schneckenburger, generale tedesco († 1944)
- 31 marzo - Guido Brignone, velocista italiano
- 31 marzo - Bruno Fattori, poeta italiano († 1985)
- 31 marzo - Ion Pillat, poeta rumeno († 1945)
- 31 marzo - Antonio Reali, ufficiale e aviatore italiano († 1975)
- 31 marzo - Esther Kreitman, scrittrice polacca († 1954)
- 31 marzo - Victor Varconi, attore ungherese († 1976)
- 31 marzo - Andy Varipapa, giocatore di bowling italiano († 1984)

## Aprile(113)
- 1º aprile - Jean Calhoun, attrice statunitense († 1958)
- 1º aprile - Angelo Cameroni, allenatore di rugby a 15 e calciatore italiano († 1961)
- 1º aprile - Carlo Chiesa, partigiano italiano († 1945)
- 1º aprile - Hans Döllgast, architetto tedesco († 1974)
- 1º aprile - Hans Kayser, teorico musicale tedesco († 1964)
- 1º aprile - Generoso Pope, imprenditore e politico italiano († 1950)
- 1º aprile - Enrico Sardi, allenatore di calcio e calciatore italiano († 1969)
- 2 aprile - Jack Buchanan, attore, cantante e regista scozzese († 1957)
- 2 aprile - Max Ernst, pittore e scultore tedesco († 1976)
- 2 aprile - Gerda Holmes, attrice statunitense († 1943)
- 2 aprile - Frank Howes, critico musicale britannico († 1974)
- 3 aprile - Fred Goebel, attore tedesco († 1964)
- 4 aprile - Martín Echegoyen, politico uruguaiano († 1974)
- 4 aprile - Richard Euringer, scrittore e poeta tedesco († 1953)
- 4 aprile - Hans Grimm, scrittore tedesco († 1953)
- 4 aprile - Virgilio Guidi, pittore, poeta e saggista italiano († 1984)
- 4 aprile - Federico Vittore Nardelli, scrittore e ingegnere italiano († 1973)
- 4 aprile - Gwendolyn Pates, attrice statunitense († 1970)
- 4 aprile - Bruno Antonio Quintavalle, dirigente d'azienda italiano († 1974)
- 4 aprile - Giani Stuparich, scrittore e militare italiano († 1961)
- 5 aprile - Alf Malcolm Andersen, calciatore norvegese († 1928)
- 5 aprile - Frederick Foley, medico statunitense († 1966)
- 5 aprile - Arnold Jackson, mezzofondista britannico († 1972)
- 5 aprile - Laura Vicuña, cilena († 1904)
- 6 aprile - Sid Bowser, calciatore inglese († 1961)
- 6 aprile - Giacomo Comincioli, militare italiano († 1942)
- 6 aprile - Egidio Ferrara, politico italiano († 1948)
- 6 aprile - Martin Löpelmann, politico e filologo tedesco († 1981)
- 7 aprile - Dante Nello Carapelli, attore e regista italiano († 1958)
- 7 aprile - Ettore Del Vecchio, matematico italiano († 1971)
- 7 aprile - Ole Kirk Kristiansen, imprenditore danese († 1958)
- 7 aprile - Eino Leino, lottatore finlandese († 1986)
- 7 aprile - Henry Sigerist, storico della scienza svizzero († 1957)
- 7 aprile - Minoru Ōta, ammiraglio giapponese († 1945)
- 8 aprile - Ferenc Molnár, calciatore e allenatore di calcio ungherese
- 8 aprile - Emilio Zannerini, politico e partigiano italiano († 1969)
- 9 aprile - Kurt Schmidt, generale tedesco († 1945)
- 10 aprile - Frank Barson, calciatore e allenatore di calcio inglese († 1968)
- 10 aprile - Harold S. Bucquet, regista britannico († 1946)
- 10 aprile - Tim McCoy, generale e attore statunitense († 1978)
- 11 aprile - Marshall Neilan, regista, attore e sceneggiatore statunitense († 1958)
- 12 aprile - Marguerite Clayton, attrice statunitense († 1968)
- 12 aprile - Jack Foley, produttore cinematografico, regista e umorista statunitense († 1967)
- 12 aprile - Domenico Guerello, pittore italiano († 1931)
- 12 aprile - Norman Pett, fumettista britannico († 1960)
- 13 aprile - Ernesto Campanelli, militare e aviatore italiano († 1944)
- 13 aprile - Louis Denfeld, ammiraglio statunitense († 1972)
- 13 aprile - Nella Larsen, scrittrice statunitense († 1964)
- 13 aprile - James McPherson, allenatore di calcio scozzese († 1960)
- 13 aprile - Robert Scholl, politico tedesco († 1973)
- 14 aprile - B. R. Ambedkar, politico e filosofo indiano († 1956)
- 14 aprile - Karl Gerhard, attore e regista teatrale svedese († 1964)
- 14 aprile - Otto Lasanen, lottatore finlandese († 1958)
- 15 aprile - Josef Börjesson, calciatore svedese († 1971)
- 15 aprile - Tanasije Dinić, politico e militare serbo († 1946)
- 15 aprile - Wallace Reid, attore, regista e sceneggiatore statunitense († 1923)
- 16 aprile - Dora Richter, tedesca
- 16 aprile - Richard Saul, aviatore e generale britannico († 1965)
- 17 aprile - George Adamski, ufologo polacco († 1965)
- 17 aprile - Arturo Bendini, politico italiano († 1944)
- 17 aprile - Manlio Dazzi, bibliotecario e poeta italiano († 1968)
- 17 aprile - José Enrique Varela, generale e politico spagnolo († 1952)
- 18 aprile - Jack Dragna, mafioso italiano († 1956)
- 19 aprile - Riccardo Bacchelli, scrittore, drammaturgo e giornalista italiano († 1985)
- 19 aprile - Hans Ferdinand Geisler, generale tedesco († 1966)
- 19 aprile - Adolfo Gnecco, calciatore italiano († 1915)
- 19 aprile - Madge Kennedy, attrice statunitense († 1987)
- 19 aprile - Kurt Kersten, storico, scrittore e giornalista tedesco († 1962)
- 19 aprile - Irma Pierpaoli, botanica e insegnante italiana († 1967)
- 19 aprile - Françoise Rosay, attrice francese († 1974)
- 19 aprile - Jakob Swatosch, calciatore austriaco († 1971)
- 19 aprile - Mario Valobra, calciatore italiano († 1985)
- 19 aprile - Silvio Vardabasso, geologo italiano († 1966)
- 20 aprile - Dave Bancroft, giocatore di baseball statunitense († 1972)
- 20 aprile - Thomy Bourdelle, attore francese († 1972)
- 20 aprile - Caresse Crosby, editrice, attivista e scrittrice statunitense († 1970)
- 20 aprile - Aldo Finzi, militare, dirigente sportivo e politico italiano († 1944)
- 20 aprile - Rodolfo Gavinelli, calciatore e allenatore di calcio italiano († 1921)
- 20 aprile - Charles Edmonds, generale inglese († 1954)
- 20 aprile - Jurij Josypovyč Tjutjunnyk, militare ucraino († 1930)
- 21 aprile - Carlo Allorio, vescovo cattolico italiano († 1969)
- 21 aprile - Goffredo Alterisio, politico italiano († 1973)
- 21 aprile - Vittorio Varale, giornalista e scrittore italiano († 1973)
- 22 aprile - Belle Bennett, attrice statunitense († 1932)
- 22 aprile - Vittorio Jano, progettista italiano († 1965)
- 22 aprile - Harold Jeffreys, matematico, astronomo e statistico inglese († 1989)
- 22 aprile - Carlo Margotti, arcivescovo cattolico italiano († 1951)
- 22 aprile - Sacco e Vanzetti, operaio e anarchico italiano († 1927)
- 22 aprile - Vincenzo Salvadore, ingegnere e politico italiano († 1974)
- 22 aprile - George Tessier, storico, archivista e diplomatista francese († 1967)
- 23 aprile - Zvi Yehuda Kook, rabbino e educatore russo († 1982)
- 23 aprile - Sergej Sergeevič Prokof'ev, compositore, direttore d'orchestra e pianista russo († 1953)
- 23 aprile - Noémie Scize, attrice francese († 1971)
- 24 aprile - Alberto Busancano, calciatore italiano († 1962)
- 24 aprile - August Syrjäläinen, calciatore finlandese († 1960)
- 24 aprile - Romano dalla Chiesa, generale italiano († 1978)
- 25 aprile - Franz Kaiser, astronomo tedesco († 1962)
- 26 aprile - Harry Cording, attore britannico († 1954)
- 26 aprile - Alberto Gianni, inventore italiano († 1930)
- 26 aprile - Paul Gray Hoffman, imprenditore statunitense († 1974)
- 27 aprile - David Caldwell, atleta statunitense († 1953)
- 27 aprile - Francesco Caroleo, avvocato e politico italiano († 1957)
- 28 aprile - Isak Abrahamsen, ginnasta norvegese († 1972)
- 28 aprile - Karl-Adolf Hollidt, generale e criminale di guerra tedesco († 1985)
- 28 aprile - Antonin-Fernand Drapier, arcivescovo cattolico francese († 1967)
- 28 aprile - Boris Iofan, architetto sovietico († 1976)
- 28 aprile - Reuben Levy, iranista e islamista gallese († 1966)
- 28 aprile - Friedrich Weißler, giurista tedesco († 1937)
- 29 aprile - Mario Buccellati, orafo, gioielliere e imprenditore italiano († 1965)
- 30 aprile - Watse Cuperus, scrittore olandese († 1966)
- 30 aprile - Pat O'Hara Wood, tennista australiano († 1961)
- 30 aprile - Luigi Scarfiotti, politico, ingegnere e pilota automobilistico italiano († 1974)
- 30 aprile - James Edward Walsh, vescovo cattolico e missionario statunitense († 1981)

## Maggio(92)
- 1º maggio - Walter Borck, calciatore tedesco († 1949)
- 1º maggio - Charley Patton, chitarrista e cantante statunitense († 1934)
- 1º maggio - Aleksandr Efimovič Razumnyj, regista cinematografico russo († 1972)
- 1º maggio - Károly Rémi, nuotatore e pallanuotista ungherese († 1914)
- 2 maggio - Pietro Tortorici, matematico italiano († 1966)
- 2 maggio - Rudolf Toussaint, generale tedesco († 1968)
- 3 maggio - Martin Grase, generale tedesco († 1963)
- 3 maggio - Émile Lesmann, calciatore francese († 1914)
- 3 maggio - Eppa Rixey, giocatore di baseball statunitense († 1963)
- 5 maggio - Angelo Ambrosini, aviatore, ingegnere aeronautico e imprenditore italiano († 1980)
- 5 maggio - Dolores d'Asburgo-Lorena, nobildonna († 1974)
- 5 maggio - Claudio Botta, scultore e pittore italiano († 1958)
- 5 maggio - Wallace MacDonald, attore e produttore cinematografico canadese († 1978)
- 6 maggio - Leonard Hussey, meteorologo e esploratore britannico († 1964)
- 6 maggio - Shukri al-Quwwatli, politico siriano († 1967)
- 7 maggio - Lynn Reynolds, regista e sceneggiatore statunitense († 1927)
- 8 maggio - Claire Anderson, attrice statunitense († 1964)
- 8 maggio - Sam Lufkin, attore statunitense († 1952)
- 8 maggio - Federico Sargolini, vescovo cattolico italiano († 1969)
- 9 maggio - Fritz Heitmann, organista tedesco († 1953)
- 9 maggio - Thierry Sandre, scrittore, poeta e saggista francese († 1950)
- 10 maggio - Anton Dostler, generale tedesco († 1945)
- 10 maggio - Adalgiso Ferrucci, militare italiano († 1940)
- 10 maggio - Joseph Henri Guiguet, aviatore e militare francese († 1979)
- 10 maggio - Olga Monsani, avvocata e attivista italiana († 1983)
- 10 maggio - Ernst Nilsson, lottatore svedese († 1971)
- 10 maggio - Rottilio Peli, militare italiano († 1917)
- 10 maggio - Fernando Soleti, generale italiano († 1978)
- 11 maggio - Henry Morgenthau Jr., politico statunitense († 1967)
- 12 maggio - Juan Andreu Almazán, generale, politico e imprenditore messicano († 1965)
- 12 maggio - John Edelsten, ammiraglio inglese († 1966)
- 13 maggio - Frank Beaurepaire, nuotatore australiano († 1956)
- 13 maggio - Antonio Gandin, generale italiano († 1943)
- 13 maggio - Angela Hanka, pattinatrice artistica su ghiaccio austriaca († 1963)
- 13 maggio - Fritz Rasp, attore tedesco († 1976)
- 13 maggio - Zofia Stryjeńska, pittrice, illustratrice e scenografa polacca († 1976)
- 15 maggio - Michail Afanas'evič Bulgakov, scrittore e drammaturgo russo († 1940)
- 15 maggio - Jella Lepman, giornalista, scrittrice e traduttrice tedesca († 1970)
- 15 maggio - Tōgo Murano, architetto giapponese († 1984)
- 15 maggio - David Vogel, scrittore ucraino († 1944)
- 16 maggio - Adolf Ritter von Tutschek, militare e aviatore tedesco († 1918)
- 16 maggio - Maria Ros, soprano spagnolo († 1970)
- 16 maggio - Richard Tauber, tenore austriaco († 1948)
- 17 maggio - Céleste Albaret, francese († 1984)
- 17 maggio - Alexandra Duff, nobile inglese († 1959)
- 18 maggio - Ferdinando Bernini, politico italiano († 1954)
- 18 maggio - Rudolf Carnap, filosofo, logico e esperantista tedesco († 1970)
- 19 maggio - Oswald Boelcke, aviatore tedesco († 1916)
- 19 maggio - Władysław Faron, vescovo vetero-cattolico polacco († 1965)
- 19 maggio - Ottavio Tiby, etnomusicologo e pubblicista italiano († 1955)
- 20 maggio - Earl Browder, politico e sindacalista statunitense († 1973)
- 20 maggio - William Hauber, attore statunitense († 1929)
- 20 maggio - Per Skou, dirigente sportivo e calciatore norvegese († 1962)
- 20 maggio - Alberto Teisaire, militare e politico argentino († 1963)
- 20 maggio - Giorgio Turin, calciatore italiano († 1983)
- 20 maggio - Jack Wagner, sceneggiatore statunitense († 1963)
- 22 maggio - Johannes Robert Becher, poeta e politico tedesco († 1958)
- 22 maggio - Salvatore Pelligra, generale italiano († 1943)
- 23 maggio - Piero Colonna, politico italiano († 1939)
- 23 maggio - Pär Fabian Lagerkvist, scrittore, poeta e drammaturgo svedese († 1974)
- 23 maggio - Gretchen Lederer, attrice tedesca († 1955)
- 23 maggio - Felice Milano, calciatore italiano († 1915)
- 23 maggio - Il'ja Leont'evič Rabinovič, scacchista russo († 1942)
- 23 maggio - Walter Warzecha, ammiraglio tedesco († 1956)
- 24 maggio - William Albright, archeologo e linguista statunitense († 1971)
- 24 maggio - Ewart Horsfall, canottiere britannico († 1974)
- 24 maggio - Klara Milch, nuotatrice austriaca († 1970)
- 24 maggio - Bertil Nordenskjöld, calciatore svedese († 1975)
- 24 maggio - David Pinsent, filosofo britannico († 1918)
- 25 maggio - Hohan Sōken, karateka e maestro di karate giapponese († 1982)
- 25 maggio - Leon Tuck, hockeista su ghiaccio statunitense († 1953)
- 26 maggio - Tore Edmondo Calabrò, scultore e pittore italiano († 1964)
- 26 maggio - Enrico Del Debbio, architetto italiano († 1973)
- 26 maggio - Enrico Elia, scrittore e militare italiano († 1915)
- 26 maggio - Janez Jalen, presbitero, drammaturgo e scrittore sloveno († 1966)
- 26 maggio - Juan Nelson, giocatore di polo argentino († 1985)
- 26 maggio - Mamie Smith, cantante, pianista e attrice statunitense († 1946)
- 27 maggio - Enrico Bonessa, generale e ingegnere italiano († 1983)
- 29 maggio - Federico Amoroso, generale italiano († 1968)
- 29 maggio - Josip Bitežnik, politico e giurista austriaco († 1960)
- 29 maggio - Marcel Ciampi, pianista francese († 1980)
- 29 maggio - Carlo Crespi Croci, religioso italiano († 1982)
- 29 maggio - Edgardo Feletti, militare italiano († 1937)
- 29 maggio - Casson Ferguson, attore statunitense († 1929)
- 29 maggio - John L. McCrea, ufficiale statunitense († 1990)
- 29 maggio - Gino Minucciani, ingegnere italiano († 1984)
- 29 maggio - Giorgio Nicodemi, museologo, numismatico e storico dell'arte italiano († 1967)
- 29 maggio - Paolo Rodocanachi, pittore greco († 1958)
- 30 maggio - Emanuele Grazzi, diplomatico, scrittore e traduttore italiano († 1961)
- 30 maggio - Domenico Ponzi, scultore italiano († 1973)
- 31 maggio - Augusto Faccani, calciatore italiano († 1944)
- 31 maggio - Enrico Frattini, generale italiano († 1980)

## Giugno(95)
- 1º giugno - Susumu Kimura, ammiraglio giapponese († 1980)
- 1º giugno - Giovanni Mira, storico e antifascista italiano († 1966)
- 1º giugno - Stefano Schiantarelli, calciatore italiano
- 2 giugno - Emanuele Caniggia, architetto italiano († 1986)
- 2 giugno - Maria Scarpetta, commediografa e scrittrice italiana († 1949)
- 2 giugno - Takijirō Ōnishi, ammiraglio giapponese († 1945)
- 3 giugno - Mary Browne, tennista statunitense († 1971)
- 3 giugno - Federico Fenu, militare e dirigibilista italiano († 1918)
- 3 giugno - Jacques Leclercq, politico, teologo e sociologo belga († 1971)
- 3 giugno - Nera Marmora, soprano italiano († 1924)
- 3 giugno - Carlo Sabatini, militare italiano († 1969)
- 4 giugno - Leo Pollini, scrittore, poeta e storico italiano († 1957)
- 4 giugno - Ernö Rapée, direttore d'orchestra, pianista e compositore estone († 1945)
- 4 giugno - Leopold Vietoris, matematico e supercentenario austriaco († 2002)
- 5 giugno - Albert Dossenbach, militare e aviatore tedesco († 1917)
- 5 giugno - Franco Marinotti, imprenditore e dirigente d'azienda italiano († 1966)
- 5 giugno - Hélène Sparrow, medica e microbiologa polacca († 1970)
- 6 giugno - Mike Devaney, mezzofondista statunitense († 1967)
- 6 giugno - Erich Marcks, generale tedesco († 1944)
- 6 giugno - Mario Negri, imprenditore e filantropo italiano († 1960)
- 6 giugno - Ignacio Sánchez Mejías, torero spagnolo († 1934)
- 6 giugno - Oscar Verbeeck, calciatore belga († 1971)
- 7 giugno - Irénée Hausherr, gesuita francese († 1978)
- 8 giugno - Paul Collaer, musicologo, pianista e direttore d'orchestra belga († 1989)
- 8 giugno - Italo Maione, critico letterario italiano († 1971)
- 8 giugno - Audrey Munson, modella e attrice statunitense († 1996)
- 9 giugno - Galeazzo Bolzoni, ciclista su strada e pistard italiano († 1971)
- 9 giugno - Johan Lauritzen, calciatore norvegese († 1967)
- 9 giugno - Cole Porter, compositore statunitense († 1964)
- 9 giugno - Marianna Tirelli, collezionista d'arte e scrittrice italiana († 1970)
- 10 giugno - Battling Levinsky, pugile statunitense († 1949)
- 12 giugno - Garibaldi Spighi, cavaliere italiano († 1978)
- 14 giugno - Paul Engelmann, architetto austriaco († 1965)
- 14 giugno - Ernesto Fogola, aviatore italiano († 1917)
- 14 giugno - Jevhen Oleksijovyč Konovalec', militare e politico ucraino († 1938)
- 14 giugno - Thomas Lance, pistard britannico († 1976)
- 14 giugno - John Victor Nash, bobbista argentino
- 14 giugno - Elaine Sterne Carrington, sceneggiatrice e regista statunitense († 1958)
- 15 giugno - Neil Hamilton Fairley, medico e militare australiano († 1966)
- 15 giugno - Harry Hebner, nuotatore e pallanuotista statunitense († 1968)
- 15 giugno - Charles Herlofson, calciatore norvegese († 1968)
- 15 giugno - Eva Kotchever, scrittrice e attivista polacca († 1943)
- 15 giugno - Refia Sultan, principessa ottomana († 1938)
- 16 giugno - Vladimir Aleksandrovič Al'bickij, astronomo russo († 1952)
- 16 giugno - José Benincasa, calciatore uruguaiano († 1959)
- 17 giugno - Ol'ga Chochlova, ballerina ucraina († 1955)
- 17 giugno - Gunnar Gabrielsson, tiratore a segno svedese († 1981)
- 18 giugno - Mae Busch, attrice australiana († 1946)
- 18 giugno - Angelo Carboni, avvocato e politico italiano († 1977)
- 18 giugno - Con Conrad, compositore e paroliere statunitense († 1938)
- 18 giugno - Hans Ruin, filosofo finlandese († 1980)
- 18 giugno - Ahmad ibn Yahya, sovrano yemenita († 1962)
- 19 giugno - Al Dubin, paroliere statunitense († 1945)
- 19 giugno - John Heartfield, artista tedesco († 1968)
- 19 giugno - Aurelio Lenzi, discobolo e pesista italiano († 1967)
- 19 giugno - Mishel Piastro, violinista e direttore d'orchestra statunitense († 1970)
- 19 giugno - Virginia Vacca, arabista e islamista italiana († 1988)
- 20 giugno - Giannina Arangi-Lombardi, soprano italiano († 1951)
- 20 giugno - Erik Bergqvist, pallanuotista e calciatore svedese († 1954)
- 20 giugno - John Aloysius Costello, avvocato e politico irlandese († 1976)
- 21 giugno - Memo Benassi, attore italiano († 1957)
- 21 giugno - Furio Cicogna, imprenditore, dirigente d'azienda e dirigente sportivo italiano († 1975)
- 21 giugno - Pier Luigi Nervi, ingegnere, imprenditore e architetto italiano († 1979)
- 21 giugno - Hermann Scherchen, direttore d'orchestra e violinista tedesco († 1966)
- 21 giugno - Francisco L. Urquizo, generale, scrittore e storico messicano († 1969)
- 21 giugno - John A. Waldron, sceneggiatore, produttore cinematografico e regista statunitense († 1947)
- 23 giugno - Piero Bernardini, pittore e illustratore italiano († 1974)
- 23 giugno - Aurelio Bertiglia, illustratore, pittore e pubblicitario italiano († 1973)
- 23 giugno - Craig Hutchinson, regista e sceneggiatore statunitense († 1976)
- 23 giugno - Vladislav Vančura, poeta e scrittore ceco († 1942)
- 24 giugno - Arturo Ferrario, ciclista su strada italiano († 1961)
- 24 giugno - Heinrich Grüber, teologo tedesco († 1975)
- 24 giugno - Irving Pichel, regista e attore statunitense († 1954)
- 25 giugno - Luigi Ugolini, scrittore e giornalista italiano († 1980)
- 25 giugno - Maria Zamboni, soprano italiano († 1976)
- 26 giugno - Sidney Howard, scrittore, drammaturgo e sceneggiatore statunitense († 1939)
- 26 giugno - Jacques Pirenne, egittologo belga († 1972)
- 26 giugno - Rolf Schott, storico dell'arte e scrittore tedesco († 1977)
- 27 giugno - Clemente Aldobrandini, III principe di Meldola, imprenditore e nobile italiano († 1967)
- 27 giugno - Davide Cova, giornalista, politico e ingegnere italiano († 1947)
- 27 giugno - Charles Dorian, regista e attore statunitense († 1942)
- 27 giugno - Vladimir Michajlovič Petljakov, ingegnere aeronautico sovietico († 1942)
- 27 giugno - Mina Wylie, nuotatrice australiana († 1984)
- 28 giugno - Carmen Cartellieri, attrice austriaca († 1953)
- 28 giugno - Esther Forbes, storica e scrittrice statunitense († 1967)
- 28 giugno - Carl Panzram, serial killer statunitense († 1930)
- 28 giugno - Carl Andrew Spaatz, generale e aviatore statunitense († 1974)
- 29 giugno - Petre Andrei, scienziato, sociologo e filosofo romeno († 1940)
- 29 giugno - Robert Frazer, attore cinematografico statunitense († 1944)
- 29 giugno - Ferenc Kocsis, calciatore ungherese († 1955)
- 29 giugno - Biagio Marin, poeta e scrittore italiano († 1985)
- 30 giugno - Ed Lewis, wrestler statunitense († 1966)
- 30 giugno - Antonio Magarotto, attivista e educatore italiano († 1966)
- 30 giugno - Man Mountain Dean, wrestler statunitense († 1953)
- 30 giugno - Stanley Spencer, pittore britannico († 1959)

## Luglio(113)
- 1º luglio - Enrico Benini, calciatore italiano († 1916)
- 1º luglio - Fausto Filzi, patriota italiano († 1917)
- 1º luglio - Guido Fiorini, architetto e scenografo italiano († 1965)
- 1º luglio - Benvenuto Franci, baritono italiano († 1985)
- 1º luglio - Nicolás Franco, generale e politico spagnolo († 1977)
- 1º luglio - Otis Adelbert Kline, cantautore e romanziere statunitense († 1946)
- 1º luglio - Sten Selander, scrittore, botanico e biologo svedese († 1957)
- 1º luglio - Bruto Testoni, lottatore italiano († 1949)
- 2 luglio - Gherardo Gherardi, sceneggiatore e regista italiano († 1949)
- 2 luglio - Cipriano Efisio Oppo, pittore, critico d'arte e politico italiano († 1962)
- 2 luglio - Vittorio Viale, storico dell'arte italiano († 1977)
- 3 luglio - Bridget Dowling, scrittrice irlandese († 1969)
- 3 luglio - Fritz Fürst, calciatore tedesco († 1954)
- 3 luglio - Richard Kuthan, calciatore austriaco († 1958)
- 3 luglio - Rafael Heliodoro Valle, giornalista, diplomatico e storico honduregno († 1959)
- 4 luglio - Manuel T. Gonzaullas, agente di polizia statunitense († 1977)
- 4 luglio - Boris Andreevič Lavrenëv, scrittore e commediografo sovietico († 1959)
- 4 luglio - Jean Rodier, nuotatore e pallanuotista francese († 1965)
- 5 luglio - Guido Guidi, aviatore e ingegnere italiano († 1983)
- 5 luglio - John Howard Northrop, biochimico statunitense († 1987)
- 5 luglio - Tin Ujević, poeta croato († 1955)
- 6 luglio - Giovanni Ernesto Caporali, sindacalista e politico italiano († 1961)
- 6 luglio - Amilcare Fantoli, geografo e climatologo italiano († 1980)
- 6 luglio - Earle S. MacPherson, ingegnere statunitense († 1960)
- 6 luglio - Eugen Payer, allenatore di calcio ungherese († 1957)
- 7 luglio - Thorbjørn Damgaard, calciatore norvegese († 1980)
- 7 luglio - Tadamichi Kuribayashi, generale giapponese († 1945)
- 7 luglio - Virginia Rappe, modella e attrice statunitense († 1921)
- 7 luglio - Vincenzo Ricchioni, agronomo e politico italiano († 1960)
- 7 luglio - Salvatore Sabella, mafioso italiano († 1962)
- 8 luglio - Josef Hora, poeta cecoslovacco († 1945)
- 8 luglio - Costantino Ruspoli, militare italiano († 1942)
- 9 luglio - Italo Zingarelli, giornalista italiano († 1979)
- 10 luglio - Sammy Brooks, attore statunitense († 1951)
- 11 luglio - Zdeněk Fierlinger, politico e diplomatico cecoslovacco († 1976)
- 11 luglio - Ernesto Giacobbi, pittore italiano († 1964)
- 11 luglio - Joseph Sadi-Lecointe, militare e aviatore francese († 1944)
- 11 luglio - Herbert Olivecrona, chirurgo svedese († 1980)
- 11 luglio - Rebo Rigotti, genetista e agronomo italiano († 1971)
- 12 luglio - Oskar Bider, aviatore svizzero († 1919)
- 12 luglio - Nicola De Cesare, funzionario italiano († 1965)
- 12 luglio - Jetta Goudal, attrice olandese († 1985)
- 13 luglio - Fréhel, cantante e attrice francese († 1951)
- 13 luglio - Franco Casavola, compositore, direttore d'orchestra e critico d'arte italiano († 1955)
- 13 luglio - John Victor Mackay, scenografo statunitense († 1945)
- 14 luglio - Henri Marcel Gaussen, botanico francese († 1981)
- 14 luglio - Fritz Kampers, attore tedesco († 1950)
- 14 luglio - Werner Rittberger, pattinatore artistico su ghiaccio e allenatore di pattinaggio su ghiaccio tedesco († 1975)
- 14 luglio - Michele Saba, giornalista e politico italiano († 1957)
- 15 luglio - Charles Harbridge, calciatore inglese († 1980)
- 15 luglio - Aleksandr Arkad'evič Litvinov, regista cinematografico russo († 1968)
- 15 luglio - Paolo Monelli, giornalista, scrittore e militare italiano († 1984)
- 16 luglio - Giuseppe Bevilacqua, commediografo italiano († 1951)
- 16 luglio - Giacomo Pinasco, calciatore e arbitro di calcio italiano († 1962)
- 16 luglio - Paolo Stiz, generale italiano († 1959)
- 17 luglio - Maurice Gravelines, calciatore francese († 1973)
- 17 luglio - R. Henry Grey, attore statunitense († 1934)
- 17 luglio - Hermann Heller, giurista e politologo tedesco († 1933)
- 17 luglio - Knut Lund, calciatore finlandese († 1974)
- 17 luglio - Jean Samazeuilh, tennista francese († 1965)
- 18 luglio - Emil Julius Gumbel, statistico tedesco († 1966)
- 18 luglio - André Labatut, schermidore francese († 1977)
- 18 luglio - Gene Lockhart, attore, cantante e compositore canadese († 1957)
- 18 luglio - Alexander Popovic, calciatore e allenatore di calcio austriaco († 1952)
- 18 luglio - Enrico Sala, ciclista su strada italiano († 1979)
- 18 luglio - Federico Seneca, pubblicitario, disegnatore e grafico italiano († 1976)
- 19 luglio - Luigi Cimara, attore italiano († 1962)
- 19 luglio - Gioacchino Failla, biofisico italiano († 1961)
- 19 luglio - Bartolo Gianturco, avvocato e politico italiano († 1974)
- 19 luglio - Gyula Halasy, tiratore a volo ungherese († 1970)
- 19 luglio - Alberto Simeoni, paroliere, attore e giornalista italiano († 1943)
- 19 luglio - Irv Small, hockeista su ghiaccio statunitense († 1955)
- 20 luglio - Thoralf Grubbe, calciatore norvegese († 1951)
- 20 luglio - Virgilio Sala, generale e aviatore italiano
- 20 luglio - John Tremayne Babington, aviatore e militare britannico († 1979)
- 20 luglio - Alfred Wünnenberg, generale e poliziotto tedesco († 1963)
- 21 luglio - Oskar Kummetz, ammiraglio tedesco († 1980)
- 21 luglio - Ante Pandaković, medico e allenatore di calcio jugoslavo († 1968)
- 21 luglio - Ellen Richter, attrice e produttrice cinematografica austriaca († 1969)
- 21 luglio - Elmer Ripley, cestista e allenatore di pallacanestro statunitense († 1982)
- 21 luglio - Juho Saaristo, giavellottista finlandese († 1969)
- 21 luglio - Wilhelm Trabandt, generale tedesco († 1968)
- 22 luglio - Ely Culbertson, giocatore di bridge statunitense († 1955)
- 22 luglio - Carmelo Floris, pittore e incisore italiano († 1960)
- 22 luglio - James Leo Meehan, regista e sceneggiatore statunitense († 1943)
- 22 luglio - Mario Silla, politico, partigiano e antifascista italiano († 1977)
- 23 luglio - Kurt Bergström, velista svedese († 1955)
- 23 luglio - Harry Cohn, produttore cinematografico statunitense († 1958)
- 23 luglio - Walter Hartmann, generale tedesco († 1977)
- 23 luglio - Gabriel Le Bras, giurista, sociologo e storico delle religioni francese († 1970)
- 23 luglio - Vladimir Ratomskij, attore sovietico († 1965)
- 24 luglio - Tell Berna, mezzofondista statunitense († 1975)
- 24 luglio - Joseph Meile, vescovo cattolico svizzero († 1957)
- 25 luglio - Louis Bournonville, calciatore francese († 1962)
- 25 luglio - Donald McKinlay, calciatore scozzese († 1959)
- 26 luglio - Riccardo Galeazzi Lisi, medico italiano († 1968)
- 27 luglio - Mario Cevenini, calciatore italiano († 1987)
- 27 luglio - Werner von Erdmannsdorff, generale tedesco († 1945)
- 27 luglio - Franco Giongo, velocista italiano († 1981)
- 27 luglio - Ján Pöstényi, presbitero, saggista e editore slovacco († 1980)
- 27 luglio - Sofia Schafranov, medico e superstite dell'Olocausto russa († 1994)
- 28 luglio - Maurice Blitz, pallanuotista belga († 1975)
- 28 luglio - Richard Gallagher, attore statunitense († 1955)
- 28 luglio - Marian Gamwell, militare britannica († 1977)
- 28 luglio - Eduardo Víctor Haedo, politico uruguaiano († 1970)
- 28 luglio - Severino Merli, militare italiano († 1916)
- 28 luglio - Franco Monzino, imprenditore italiano († 1953)
- 28 luglio - István Tóth, allenatore di calcio e calciatore ungherese († 1945)
- 29 luglio - Bernhard Zondek, medico tedesco († 1966)
- 30 luglio - Émile-Guillaume Léonard, storico, paleografo e archivista francese († 1961)
- 31 luglio - Édouard Pinot, militare e aviatore francese († 1984)
- 31 luglio - Vera Sisson, attrice statunitense († 1954)
- 31 luglio - Oreste Viganò, calciatore italiano

## Agosto(106)
- 1º agosto - Karl Kobelt, politico svizzero († 1968)
- 2 agosto - Arthur Bliss, compositore britannico († 1975)
- 2 agosto - Mario Broglio, scrittore, pittore e scultore italiano († 1948)
- 2 agosto - Emilio Settimelli, scrittore italiano († 1954)
- 2 agosto - Irene Stefani, religiosa italiana († 1930)
- 2 agosto - Viktor Maksimovič Žirmunskij, critico letterario e filologo russo († 1971)
- 3 agosto - Benedetto Carratelli, avvocato e politico italiano († 1966)
- 3 agosto - Giulio Crocco, calciatore italiano
- 3 agosto - Ed Fitzgerald, hockeista su ghiaccio statunitense († 1966)
- 3 agosto - Leslie Henson, attore teatrale, produttore teatrale e regista britannico († 1957)
- 3 agosto - Marguerite Nichols, attrice statunitense († 1941)
- 5 agosto - Félix Balyu, calciatore belga († 1971)
- 5 agosto - Adelqui Migliar, attore, regista e sceneggiatore cileno († 1956)
- 5 agosto - Oreste Moricca, schermidore e militare italiano († 1984)
- 5 agosto - Boris Sergeevič Stečkin, ingegnere aeronautico sovietico († 1969)
- 6 agosto - Yvette Andréyor, attrice francese († 1962)
- 6 agosto - Billy Gillespie, calciatore irlandese († 1981)
- 6 agosto - Piero Nardi, italianista e critico letterario italiano († 1974)
- 6 agosto - Filippo Pennavaria, politico e banchiere italiano († 1980)
- 6 agosto - William Slim, generale britannico († 1970)
- 7 agosto - Nobuko, principessa Asaka, principessa giapponese († 1933)
- 7 agosto - Aleksandr Nikolaevič Poskrëbyšev, politico sovietico († 1965)
- 8 agosto - Willy Bohlander, pallanuotista olandese († 1939)
- 8 agosto - André Boillot, pilota automobilistico francese († 1932)
- 8 agosto - Adolf Busch, violinista e compositore tedesco († 1952)
- 8 agosto - Maria Carena, cantante lirica italiana († 1966)
- 8 agosto - Guy D'Oyly-Hughes, ufficiale inglese († 1940)
- 8 agosto - Shmuel Dayan, politico israeliano († 1968)
- 8 agosto - Vivian Forbes, pittore inglese († 1937)
- 9 agosto - Luigi Bilucaglia, politico e dirigente sportivo italiano († 1971)
- 9 agosto - Joseph-Marie-Eugène Martin, cardinale e arcivescovo cattolico francese († 1976)
- 9 agosto - Antal Vágó, calciatore ungherese († 1944)
- 10 agosto - Hartmuth Baldamus, militare e aviatore tedesco († 1917)
- 10 agosto - George Fisher, attore statunitense († 1960)
- 10 agosto - Henry O'Neill, attore statunitense († 1961)
- 11 agosto - Helen Broderick, attrice statunitense († 1959)
- 11 agosto - Jürgen von Kamptz, generale e poliziotto tedesco († 1954)
- 11 agosto - Edgar Zilsel, sociologo e storico della scienza austriaco († 1944)
- 12 agosto - Douglas Gerrard, attore e regista irlandese († 1950)
- 12 agosto - Dimitrije Ljotić, politico serbo († 1945)
- 12 agosto - Guido Pera, calciatore italiano († 1975)
- 13 agosto - Carlo Ippolito Migliorini, geologo italiano († 1953)
- 13 agosto - Einar Naumann, limnologo svedese († 1934)
- 13 agosto - Ethel Roosevelt Derby, statunitense († 1977)
- 13 agosto - Alexandre Ryder, regista e sceneggiatore francese († 1966)
- 14 agosto - Henning Bødtker, avvocato norvegese († 1975)
- 14 agosto - Phin Choonhavan, generale e politico thailandese († 1973)
- 14 agosto - Giuseppe Fioravanzo, ammiraglio italiano († 1975)
- 14 agosto - Giuseppe Pizzorno, generale italiano († 1980)
- 14 agosto - Umberto Valenti, mafioso italiano († 1922)
- 15 agosto - Willem van Loon, tiratore di fune olandese († 1975)
- 15 agosto - Valentin Müller, medico tedesco († 1951)
- 15 agosto - Anatolij Pepeljaev, militare russo († 1938)
- 15 agosto - Gustavo Rodella, incisore italiano († 1937)
- 16 agosto - Marcel Lods, architetto e urbanista francese († 1978)
- 16 agosto - Hazel Neason, attrice e sceneggiatrice statunitense († 1920)
- 16 agosto - Adelaide di Sassonia-Meiningen, principessa († 1971)
- 16 agosto - Astolfo de Maria, pittore italiano († 1946)
- 17 agosto - Oliverio Girondo, poeta argentino († 1967)
- 17 agosto - Filippo Guerrieri, politico italiano († 1967)
- 17 agosto - Abram Kardiner, antropologo statunitense († 1981)
- 17 agosto - Alfred Roth, calciatore francese († 1966)
- 19 agosto - Lloyd Hamilton, attore statunitense († 1935)
- 19 agosto - Milton Lasell Humason, astronomo statunitense († 1972)
- 19 agosto - Ernst Möller, calciatore tedesco († 1916)
- 19 agosto - Aage Neutzsky-Wulff, poeta danese († 1967)
- 19 agosto - Luigi Savini, attore e direttore del doppiaggio italiano († 1979)
- 20 agosto - Carlo Corna, calciatore e allenatore di calcio italiano († 1964)
- 20 agosto - Shizo Kanakuri, maratoneta giapponese († 1983)
- 20 agosto - Richard Sloley, calciatore inglese († 1946)
- 21 agosto - Emiliano Mercado del Toro, supercentenario e militare portoricano († 2007)
- 21 agosto - Rinaldo Roggero, calciatore italiano († 1966)
- 22 agosto - Domenico Bornigia, vescovo cattolico italiano († 1963)
- 22 agosto - Giovanni Battista Funaioli, giurista italiano († 1959)
- 22 agosto - Jacques Lipchitz, scultore lituano († 1973)
- 22 agosto - Francis McDonald, attore statunitense († 1968)
- 22 agosto - Cesare Miani, architetto italiano († 1961)
- 23 agosto - Guglielmo Federico di Schleswig-Holstein, nobile († 1965)
- 23 agosto - Gaston Strobino, maratoneta statunitense († 1967)
- 23 agosto - Eberhard Weichold, ammiraglio tedesco († 1960)
- 24 agosto - Vann'Antò, poeta e traduttore italiano († 1960)
- 25 agosto - Antonio Ciamarra, militare italiano († 1967)
- 25 agosto - Luigi di San Michele dei Santi, presbitero spagnolo († 1936)
- 25 agosto - Alberto Savinio, scrittore, pittore e drammaturgo italiano († 1952)
- 25 agosto - Otilio Ulate Blanco, politico costaricano († 1973)
- 26 agosto - Ferdinand Bruckner, drammaturgo e regista teatrale austriaco († 1958)
- 26 agosto - Gundelinda di Baviera, principessa tedesca († 1983)
- 26 agosto - Arrigo Lorenzo Osti, militare e ufficiale italiano († 1977)
- 26 agosto - Amalia Popper, traduttrice italiana († 1967)
- 27 agosto - Maria Grandinetti Mancuso, pittrice e giornalista italiana († 1977)
- 27 agosto - Artur Guttmann, compositore e direttore d'orchestra austriaco († 1945)
- 27 agosto - Aldo Vergano, regista e sceneggiatore italiano († 1957)
- 28 agosto - Stanley Andrews, attore statunitense († 1969)
- 28 agosto - Augusto Arioni, calciatore italiano
- 28 agosto - Arturo Chiari, sindacalista italiano († 1959)
- 28 agosto - Ernest Gevers, schermidore belga († 1965)
- 29 agosto - Michail Aleksandrovič Čechov, attore e insegnante russo († 1955)
- 29 agosto - Anna Maria Ciccone, matematica e fisica italiana († 1965)
- 29 agosto - Dorothy West, attrice statunitense († 1980)
- 30 agosto - Stefan Fejes, aviatore austro-ungarico
- 30 agosto - Henry Tandey, militare britannico († 1977)
- 30 agosto - Herbert Westermark, velista svedese († 1981)
- 30 agosto - Francesco Giuseppe di Hohenzollern-Emden, principe tedesco († 1964)
- 30 agosto - Federico Vittorio di Hohenzollern-Sigmaringen, principe († 1965)
- 31 agosto - Cesare Nordio, compositore italiano († 1977)
- 31 agosto - Karel Šubrt, calciatore boemo

## Settembre(99)
- 1º settembre - Carlo Butti, dirigente sportivo, multiplista e discobolo italiano († 1971)
- 1º settembre - Ferdinando Innocenti, imprenditore italiano († 1966)
- 2 settembre - Maria Capuana, mezzosoprano italiano († 1955)
- 3 settembre - Marcel Grandjany, arpista e compositore francese († 1975)
- 3 settembre - Curt Hartzell, ginnasta svedese († 1975)
- 3 settembre - Kenneth Huszagh, nuotatore statunitense († 1950)
- 3 settembre - Norman Taber, mezzofondista statunitense († 1952)
- 3 settembre - Maria Barbara Tosatti, poetessa italiana († 1934)
- 4 settembre - Francesco Brach Papa, aviatore italiano († 1973)
- 4 settembre - Andrea Brezzi, militare e aviatore italiano († 1940)
- 4 settembre - Mario Corinaldesi, calciatore italiano
- 4 settembre - Fridolin von Senger und Etterlin, generale tedesco († 1963)
- 4 settembre - Fritz Todt, ingegnere e generale tedesco († 1942)
- 5 settembre - Rune Bergström, calciatore svedese († 1964)
- 5 settembre - Pietro Ciuffo, disegnatore, giornalista e partigiano italiano († 1956)
- 5 settembre - Edward Molyneux, stilista e profumiere britannico († 1974)
- 6 settembre - Rowland V. Lee, regista, sceneggiatore e produttore cinematografico statunitense († 1975)
- 6 settembre - Camille Mandrillon, fondista e sciatore di pattuglia militare francese († 1969)
- 6 settembre - Paul Mulla, presbitero e islamista turco († 1959)
- 6 settembre - John Charles Thomas, baritono statunitense († 1960)
- 6 settembre - Yrjö Väisälä, astronomo, fisico e esperantista finlandese († 1971)
- 6 settembre - Yang Chongrui, medico cinese († 1983)
- 7 settembre - René Bouscat, generale francese († 1970)
- 7 settembre - Georges Cuisenaire, pedagogo, insegnante e inventore belga († 1975)
- 7 settembre - Roscoe Karns, attore statunitense († 1970)
- 7 settembre - Georg Waitz, calciatore norvegese († 1948)
- 8 settembre - Adamo Bozzani, ginnasta italiano († 1969)
- 8 settembre - Gösta Löfgren, calciatore finlandese († 1932)
- 9 settembre - Melanio Laugeri, arbitro di calcio e medico italiano († 1958)
- 9 settembre - Alessandro Lessona, ufficiale, politico e dirigente sportivo italiano († 1991)
- 10 settembre - Carl Burckhardt, diplomatico svizzero († 1974)
- 10 settembre - Simón Radowitzky, anarchico russo († 1956)
- 11 settembre - Noël Gallon, pedagogo e compositore francese († 1966)
- 11 settembre - Wilhelm von Thoma, generale tedesco († 1948)
- 12 settembre - Pedro Albizu Campos, politico e militare portoricano († 1965)
- 12 settembre - Fred Kelly, ostacolista statunitense († 1974)
- 12 settembre - Ödön Nádas, calciatore e allenatore di calcio ungherese († 1951)
- 12 settembre - Géza Róheim, antropologo e psicoanalista ungherese († 1953)
- 13 settembre - Polidoro Benveduti, bibliotecario, archivista e ceramista italiano († 1979)
- 13 settembre - Agostino Mario Comanducci, critico d'arte e storico dell'arte italiano († 1939)
- 14 settembre - Edgar Bain, chimico statunitense († 1971)
- 14 settembre - José Borgatti, vescovo cattolico argentino († 1973)
- 14 settembre - Hussein Hegazi, calciatore egiziano († 1961)
- 14 settembre - Giovanni Piovesana, militare italiano († 1941)
- 14 settembre - Ivan Matveevič Vinogradov, matematico sovietico († 1983)
- 15 settembre - Federico Zapelloni, militare italiano († 1979)
- 16 settembre - Teruo Akiyama, ammiraglio giapponese († 1943)
- 16 settembre - Agostino Bronzi, avvocato e politico italiano († 1972)
- 16 settembre - Vittoria Cocito, pittrice e illustratrice italiana († 1971)
- 16 settembre - Karl Dönitz, ammiraglio e politico tedesco († 1980)
- 16 settembre - Isabel Jeans, attrice inglese († 1985)
- 16 settembre - Karl Meuli, filologo classico svizzero († 1968)
- 16 settembre - Stacia Napierkowska, attrice cinematografica e danzatrice francese († 1945)
- 16 settembre - Wilhelm Süssmann, generale tedesco († 1941)
- 16 settembre - Julie Winnefred Bertrand, supercentenaria canadese († 2007)
- 16 settembre - Hermann von Rigele, militare austro-ungarico († 1982)
- 17 settembre - Hans Reese, calciatore tedesco († 1973)
- 18 settembre - Angiolo Marchi, ciclista su strada italiano
- 18 settembre - Dmitrij Pavlovič Romanov, nobile russo († 1942)
- 19 settembre - Willy Birgel, attore tedesco († 1973)
- 19 settembre - S. Rankin Drew, attore, regista e sceneggiatore statunitense († 1918)
- 19 settembre - Ernst Stein, storico austriaco († 1945)
- 20 settembre - Oscar Forel, psichiatra svizzero († 1982)
- 20 settembre - Toshinosuke Ichimaru, ammiraglio e aviatore giapponese († 1945)
- 20 settembre - Tadeusz Lehr-Spławiński, slavista polacco († 1965)
- 20 settembre - Pasquale Lissone, calciatore italiano († 1962)
- 20 settembre - Frank R. Strayer, regista statunitense († 1964)
- 21 settembre - George Kay, allenatore di calcio e calciatore britannico († 1954)
- 21 settembre - Cyril Mackworth-Praed, tiratore a segno britannico († 1974)
- 21 settembre - Manuel Romero, regista cinematografico e sceneggiatore argentino († 1954)
- 22 settembre - Hans Albers, attore e cantante tedesco († 1960)
- 22 settembre - Charlie Buchan, calciatore e saggista inglese († 1960)
- 23 settembre - Edgar Burgess, canottiere britannico († 1952)
- 23 settembre - Francesco Giangreco, generale italiano († 1980)
- 23 settembre - Gösta Holmér, multiplista, altista e ostacolista svedese († 1983)
- 23 settembre - Jules Humbert-Droz, politico, scrittore e giornalista svizzero († 1971)
- 24 settembre - Paolo Capasso, militare italiano († 1916)
- 24 settembre - William Friedman, crittografo statunitense († 1969)
- 24 settembre - Christian Hansen, ginnasta danese († 1961)
- 25 settembre - Honoré Barthélémy, ciclista su strada, pistard e ciclocrossista francese († 1964)
- 25 settembre - Carlo Caldera, avvocato e politico italiano († 1956)
- 26 settembre - Al Lane, tiratore a segno statunitense († 1965)
- 26 settembre - William McKell, politico australiano († 1985)
- 26 settembre - Charles Münch, direttore d'orchestra e violinista francese († 1968)
- 26 settembre - Hans Reichenbach, filosofo tedesco († 1953)
- 26 settembre - Filippo Zuccarello, militare italiano († 1917)
- 27 settembre - Franco Coop, attore italiano († 1962)
- 27 settembre - Primo Piovesan, scrittore, attore teatrale e giornalista italiano († 1945)
- 27 settembre - Sosaku Suzuki, generale giapponese († 1945)
- 28 settembre - Lionel Bony de Castellane, schermidore francese († 1965)
- 28 settembre - Myrtle Gonzalez, attrice statunitense († 1918)
- 28 settembre - Gherardo Marone, ispanista, critico letterario e avvocato italiano († 1962)
- 28 settembre - Walden Martin, ciclista su strada statunitense († 1966)
- 28 settembre - Giorgio Sallustio Rossi, pittore e decoratore italiano († 1982)
- 29 settembre - Robert Lehman, banchiere e filantropo statunitense († 1969)
- 29 settembre - Fabien Sevitzky, direttore d'orchestra e contrabbassista russo († 1967)
- 30 settembre - Vittorino Era, militare italiano († 1937)
- 30 settembre - Vittorio Giovine, generale e aviatore italiano († 1982)
- 30 settembre - Otto Schmidt, scienziato, esploratore e enciclopedista sovietico († 1956)

## Ottobre(110)
- 1º ottobre - Ivan Bučko, arcivescovo cattolico ucraino († 1974)
- 1º ottobre - Umberto Cerboni, militare italiano († 1916)
- 1º ottobre - Dagmar Ebbesen, attrice e cantante svedese († 1954)
- 1º ottobre - Archibald Rawlings, calciatore inglese († 1952)
- 2 ottobre - Harry Franks, pugile britannico († 1973)
- 2 ottobre - Werner Lorenz, generale tedesco († 1974)
- 2 ottobre - Bruno Mendini, politico italiano († 1957)
- 2 ottobre - H.V. Porter, dirigente sportivo e inventore statunitense († 1975)
- 2 ottobre - James Wilson, mezzofondista britannico († 1973)
- 3 ottobre - Ida Carey, pittrice neozelandese († 1982)
- 3 ottobre - Giovanni Fincato, militare e partigiano italiano († 1944)
- 3 ottobre - Tullio Giannotti, militare italiano († 1938)
- 3 ottobre - Paul Romano, calciatore francese († 1961)
- 3 ottobre - Maurizio di Battenberg, nobile e militare britannico († 1914)
- 4 ottobre - Francesco Cattalinich, canottiere italiano († 1976)
- 4 ottobre - Henri Gaudier-Brzeska, scultore e pittore francese († 1915)
- 4 ottobre - Pietro Marsich, giornalista italiano († 1928)
- 4 ottobre - Guglielmo Scognamiglio, militare italiano († 1941)
- 5 ottobre - Giuseppe Caradonna, politico italiano († 1963)
- 5 ottobre - Arthur Edeson, direttore della fotografia statunitense († 1970)
- 5 ottobre - Alfred Meyer, politico tedesco († 1945)
- 5 ottobre - Aksel Sørensen, ginnasta danese († 1955)
- 5 ottobre - Volterrano Volterrani, scultore italiano († 1963)
- 6 ottobre - Martin Gareis, generale tedesco († 1976)
- 6 ottobre - Kálmán Kalocsay, esperantista, poeta e traduttore ungherese († 1976)
- 6 ottobre - David Sholtz, politico statunitense († 1953)
- 6 ottobre - Amedeo Sommovigo, sindacalista e politico italiano († 1969)
- 7 ottobre - Louisa Gould, britannica († 1945)
- 7 ottobre - Umberto Tinivella, militare italiano († 1941)
- 8 ottobre - Edward Fegen, militare inglese († 1940)
- 8 ottobre - Carlo Ghigliano, calciatore e allenatore di calcio italiano († 1966)
- 8 ottobre - Nicola Pizi, militare italiano († 1915)
- 8 ottobre - Felice Porro, generale e aviatore italiano († 1975)
- 9 ottobre - Kurt von Tippelskirch, generale tedesco († 1957)
- 10 ottobre - Raymond Bernard, regista cinematografico e sceneggiatore francese († 1977)
- 10 ottobre - Cyril Stanley Kipping, compositore di scacchi britannico († 1964)
- 10 ottobre - Stefano Magaddino, mafioso italiano († 1974)
- 10 ottobre - Dino Rulli, compositore e musicista italiano († 1929)
- 11 ottobre - George Ault, pittore statunitense († 1948)
- 11 ottobre - Dorothy Burlingham, psicoanalista statunitense († 1979)
- 11 ottobre - Kim Seong-soo, educatore, giornalista e politico sudcoreano († 1955)
- 11 ottobre - Hans Liesche, altista tedesco († 1979)
- 11 ottobre - Peter Mole, inventore italiano († 1960)
- 11 ottobre - Lev Pyšnov, pianista russo († 1959)
- 11 ottobre - László Szentgróthy, nuotatore e dirigente sportivo ungherese
- 12 ottobre - Rolf Aas, calciatore norvegese († 1946)
- 12 ottobre - Bhupinder Singh, principe indiano († 1938)
- 12 ottobre - Fumimaro Konoe, politico giapponese († 1945)
- 12 ottobre - Giuseppina Pastori, biologa e fisica italiana († 1983)
- 12 ottobre - Angelo Pellacani, arbitro di calcio e calciatore italiano († 1936)
- 12 ottobre - Edith Stein, monaca cristiana, filosofa e mistica tedesca († 1942)
- 13 ottobre - Tadeusz Byliński, militare polacco († 1944)
- 13 ottobre - Helge Bäckander, ginnasta svedese († 1958)
- 13 ottobre - Ugo Ferradini, calciatore e arbitro di calcio italiano
- 13 ottobre - Franciszek Polniaszek, militare polacco († 1940)
- 13 ottobre - Irene Rich, attrice statunitense († 1988)
- 13 ottobre - Ludwig Weber, compositore tedesco († 1947)
- 14 ottobre - Ugo Donati, scrittore e giornalista svizzero († 1967)
- 14 ottobre - Guglielmo Giannini, giornalista, politico e scrittore italiano († 1960)
- 14 ottobre - Adolf Huschke, ciclista su strada e pistard tedesco († 1923)
- 15 ottobre - Tadashige Daigō, ammiraglio giapponese († 1947)
- 15 ottobre - Burt Gillett, regista, animatore e sceneggiatore statunitense († 1971)
- 15 ottobre - Jaroslav Jirkovský, hockeista su ghiaccio e calciatore boemo († 1966)
- 15 ottobre - Reginald Warneford, militare e aviatore britannico († 1915)
- 17 ottobre - Ivan Bagrjanov, politico e diplomatico bulgaro († 1945)
- 18 ottobre - Marcel Darrieux, violinista francese († 1989)
- 18 ottobre - Erich Hahn, militare e aviatore tedesco († 1917)
- 18 ottobre - Johan Hallberg, calciatore norvegese († 1967)
- 19 ottobre - George Antonius, storico libanese († 1942)
- 19 ottobre - Henning Svensson, allenatore di calcio e calciatore svedese († 1979)
- 20 ottobre - James Chadwick, fisico britannico († 1974)
- 20 ottobre - Samuel Flagg Bemis, storico statunitense († 1973)
- 20 ottobre - Poul Hansen, lottatore danese († 1948)
- 20 ottobre - Monte M. Katterjohn, sceneggiatore statunitense († 1949)
- 20 ottobre - Paolo Pili, politico italiano († 1985)
- 20 ottobre - Renato Sacerdoti, dirigente sportivo italiano († 1971)
- 20 ottobre - Shin Sung-mo, politico e ammiraglio sudcoreano († 1960)
- 21 ottobre - Leo Burnett, pubblicitario statunitense († 1971)
- 21 ottobre - Richard Klug, allenatore di calcio ungherese
- 21 ottobre - Ted Shawn, coreografo e ballerino statunitense († 1972)
- 22 ottobre - Parker Fennelly, attore statunitense († 1988)
- 22 ottobre - Harry King Goode, aviatore britannico († 1942)
- 22 ottobre - James Reynolds, scrittore, pittore e illustratore statunitense († 1957)
- 23 ottobre - Domenico Macaggi, medico, politico e criminologo italiano († 1969)
- 24 ottobre - Pierre Bertin, attore francese († 1984)
- 24 ottobre - Enea Dal Fiume, ciclista su strada italiano († 1966)
- 24 ottobre - Liam Gogan, poeta irlandese († 1979)
- 24 ottobre - Rafael Leónidas Trujillo, politico e generale dominicano († 1961)
- 25 ottobre - Pietro Accorsi, antiquario italiano († 1982)
- 25 ottobre - Charles Coughlin, presbitero statunitense († 1979)
- 25 ottobre - Karl Elmendorff, direttore d'orchestra tedesco († 1962)
- 25 ottobre - Pietro Fasoli, ciclista su strada italiano († 1967)
- 25 ottobre - Henning Holst, hockeista su prato danese († 1975)
- 25 ottobre - Carlo Rampini, calciatore italiano († 1968)
- 26 ottobre - Renato Anselmi, schermidore italiano († 1973)
- 26 ottobre - Fortunato Maycotte, generale messicano († 1924)
- 26 ottobre - Umberto Novaro, militare e marinaio italiano († 1940)
- 27 ottobre - Karl Braunsteiner, calciatore austriaco († 1916)
- 27 ottobre - Paul Grüninger, calciatore svizzero († 1972)
- 27 ottobre - Martien Houtkooper, calciatore olandese († 1961)
- 28 ottobre - Francesco Flora, critico letterario, storico della letteratura e poeta italiano († 1962)
- 28 ottobre - Leopold Grundwald, calciatore austriaco († 1969)
- 28 ottobre - Giacomo Lercaro, cardinale italiano († 1976)
- 28 ottobre - Enrico Ricci, militare e politico italiano († 1940)
- 29 ottobre - Fanny Brice, attrice e cantante statunitense († 1951)
- 30 ottobre - Otto Ciliax, ammiraglio tedesco († 1964)
- 30 ottobre - Paolo De Maria, generale italiano († 1968)
- 30 ottobre - Paul Schultz, generale tedesco († 1964)
- 31 ottobre - Joseph Louis Aldée Desmarais, vescovo cattolico canadese († 1979)
- 31 ottobre - Josef Schümmelfelder, calciatore tedesco († 1966)

## Novembre(117)
- 1º novembre - Vittorio Bonomi, militare, aviatore e imprenditore italiano († 1956)
- 1º novembre - Alberto Casella, commediografo, sceneggiatore e regista italiano († 1957)
- 2 novembre - Harold Koch Boysen, aviatore statunitense († 1963)
- 2 novembre - Helmuth Weidling, generale tedesco († 1955)
- 3 novembre - Eileen Gwladys Butler, nobildonna inglese († 1943)
- 3 novembre - Pasquale Fancello, anarchico italiano († 1953)
- 3 novembre - Anton Grasser, generale tedesco († 1976)
- 3 novembre - Martti Nieminen, lottatore finlandese († 1941)
- 3 novembre - Luigi Stefanini, filosofo e pedagogista italiano († 1956)
- 4 novembre - Edward F. Cline, regista, sceneggiatore e attore statunitense († 1961)
- 4 novembre - María Maravillas de Jesús, religiosa e mistica spagnola († 1974)
- 4 novembre - Giuseppe Renzetti, diplomatico e militare italiano († 1953)
- 4 novembre - Gábor Vajna, politico ungherese († 1946)
- 4 novembre - Orlando Ward, generale statunitense († 1972)
- 4 novembre - Anna Il'inična Čavčavadze, stilista georgiana († 1941)
- 5 novembre - Oluf Berntsen, schermidore danese († 1987)
- 5 novembre - Martín Chambi, fotografo peruviano († 1973)
- 5 novembre - Harry Frantz, giornalista statunitense († 1982)
- 5 novembre - Shin Kato, giocatore di go giapponese († 1952)
- 5 novembre - Greasy Neale, allenatore di football americano, giocatore di baseball e allenatore di pallacanestro statunitense († 1973)
- 5 novembre - Galaktion Tabidze, poeta sovietico († 1959)
- 6 novembre - Neil Kensington Adam, chimico inglese († 1973)
- 6 novembre - Giovanni Buitoni, imprenditore e politico italiano († 1979)
- 6 novembre - Enno von Rintelen, generale tedesco († 1971)
- 7 novembre - Alberto Bruciamonti, calciatore italiano († 1963)
- 7 novembre - Luigi Chatrian, generale e politico italiano († 1967)
- 7 novembre - Luis Concha Córdoba, cardinale e arcivescovo cattolico colombiano († 1975)
- 7 novembre - Miriam Cooper, attrice statunitense († 1976)
- 7 novembre - Dmitrij Andreevič Furmanov, scrittore russo († 1926)
- 7 novembre - Genrich Grigor'evič Jagoda, politico e militare sovietico († 1938)
- 9 novembre - Karl Loewenstein, filosofo e politologo tedesco († 1973)
- 9 novembre - Arturo Marpicati, scrittore e politico italiano († 1961)
- 9 novembre - Ennio Neri, compositore e poeta italiano († 1985)
- 10 novembre - James Broad, allenatore di calcio e calciatore inglese († 1963)
- 10 novembre - Enrica Calabresi, zoologa italiana († 1944)
- 10 novembre - Philip Sainton, compositore, violinista e direttore d'orchestra inglese († 1967)
- 10 novembre - Carl Stalling, compositore statunitense († 1972)
- 11 novembre - Lilja Jur'evna Brik, scrittrice, attrice e scultrice sovietica († 1978)
- 11 novembre - Sigfrido Burmann, scenografo e decoratore spagnolo († 1980)
- 11 novembre - Mario Chiattone, architetto e pittore svizzero († 1957)
- 11 novembre - Epimenio Giannico, vescovo cattolico italiano († 1957)
- 11 novembre - Rabbit Maranville, giocatore di baseball e allenatore di baseball statunitense († 1954)
- 11 novembre - Jan Mukařovský, docente, semiologo e critico letterario cecoslovacco († 1975)
- 11 novembre - Erwin Straus, neurologo, psichiatra e psicologo tedesco († 1975)
- 12 novembre - Władysław Bortnowski, generale polacco († 1966)
- 12 novembre - Seth Barnes Nicholson, astronomo statunitense († 1963)
- 12 novembre - Richard A. Whiting, compositore statunitense († 1938)
- 13 novembre - Edward Orrick McDonnell, ammiraglio statunitense († 1960)
- 13 novembre - Floyd B. Olson, politico statunitense († 1936)
- 14 novembre - Frederick Grant Banting, fisiologo canadese († 1941)
- 14 novembre - Ted Meredith, mezzofondista e velocista statunitense († 1957)
- 14 novembre - Jarl Öhman, calciatore finlandese († 1936)
- 14 novembre - Pietro Piselli, allenatore di calcio italiano († 1960)
- 14 novembre - Carlo Someda de Marco, pittore, critico d'arte e storico dell'arte italiano († 1975)
- 14 novembre - Pietro Someda de Marco, scrittore e storico italiano († 1970)
- 14 novembre - Stanisław Ujejski, generale e aviatore polacco († 1981)
- 15 novembre - Simon Guttmann, letterato tedesco († 1990)
- 15 novembre - Noel Purcell, pallanuotista irlandese († 1962)
- 15 novembre - Erwin Rommel, generale tedesco († 1944)
- 16 novembre - László Beleznai, nuotatore, pallanuotista e allenatore di pallanuoto ungherese († 1953)
- 16 novembre - Julius Leber, politico tedesco († 1945)
- 17 novembre - Lester Allen, attore statunitense († 1949)
- 17 novembre - Giuseppe Asti, calciatore italiano († 1965)
- 17 novembre - Sigurd Christiansen, scrittore e drammaturgo norvegese († 1947)
- 17 novembre - William Coltman, militare britannico († 1974)
- 17 novembre - Jean Del Val, attore francese († 1975)
- 17 novembre - Frank Fay, attore e sceneggiatore statunitense († 1961)
- 17 novembre - Guido Pannain, compositore e musicologo italiano († 1977)
- 17 novembre - Giorgio Pessi, ufficiale e aviatore italiano († 1933)
- 18 novembre - Maria Ivogün, soprano ungherese († 1987)
- 18 novembre - Gio Ponti, architetto e designer italiano († 1979)
- 18 novembre - László Széchy, schermidore ungherese († 1963)
- 19 novembre - Horst Großmann, militare tedesco († 1972)
- 19 novembre - Bill Voisey, allenatore di calcio e calciatore inglese († 1964)
- 20 novembre - Einar Berntsen, velista e pattinatore di velocità su ghiaccio norvegese († 1965)
- 20 novembre - Reginald Denny, attore britannico († 1967)
- 20 novembre - Giuseppe Merlin, sollevatore italiano († 1967)
- 20 novembre - Wladek Zbyszko, wrestler e strongman polacco († 1968)
- 21 novembre - Just Göbel, calciatore olandese († 1984)
- 21 novembre - Alfred Sturtevant, genetista e biologo statunitense († 1970)
- 22 novembre - Florence Barker, attrice statunitense († 1913)
- 22 novembre - Edward Bernays, pubblicitario statunitense († 1995)
- 22 novembre - Ernesto Crespi, calciatore italiano
- 22 novembre - Victor Leopold Ehrenberg, storico tedesco († 1976)
- 22 novembre - Francesco Ruggiero, maratoneta italiano († 1966)
- 22 novembre - Paolo Salvi, ginnasta italiano († 1945)
- 22 novembre - François Sevez, militare francese († 1948)
- 23 novembre - Antonino Lombardo, mafioso italiano († 1928)
- 23 novembre - Aleksandr Michajlovič Rodčenko, pittore e fotografo russo († 1956)
- 23 novembre - Otto Thiel, calciatore tedesco († 1915)
- 24 novembre - Max Amann, editore, politico e generale tedesco († 1957)
- 24 novembre - Pierina Boranga, insegnante e scrittrice italiana († 1983)
- 24 novembre - Gustaf Dyrssen, pentatleta e schermidore svedese († 1981)
- 24 novembre - Mariano Ospina Pérez, politico colombiano († 1976)
- 24 novembre - Aarne Pelkonen, ginnasta finlandese († 1949)
- 24 novembre - Lola Visconti, attrice italiana († 1924)
- 25 novembre - Biagio Lammoglia, militare italiano († 1967)
- 26 novembre - Scott Bradley, compositore, pianista e direttore d'orchestra statunitense († 1977)
- 26 novembre - Josephine Brandell, attrice teatrale e cantante lirica statunitense († 1977)
- 26 novembre - Antonio Bruno, poeta e letterato italiano († 1932)
- 26 novembre - Remo Chiti, scrittore, giornalista e drammaturgo italiano († 1971)
- 26 novembre - Paride Ferrari, ciclista su strada italiano († 1955)
- 27 novembre - Giovanni Breviario, tenore italiano († 1982)
- 27 novembre - József Ging, allenatore di calcio e calciatore ungherese († 1983)
- 27 novembre - John Layard, antropologo e psicologo britannico († 1974)
- 27 novembre - Pedro Salinas, poeta spagnolo († 1951)
- 28 novembre - Jack Alderson, calciatore inglese († 1972)
- 28 novembre - Jean Dagnaux, militare e aviatore francese († 1940)
- 28 novembre - Paul Guillaume, collezionista d'arte e gallerista francese († 1934)
- 29 novembre - Fritz Brandstetter, calciatore austriaco († 1926)
- 29 novembre - Renzo Castagneto, pilota automobilistico e dirigente sportivo italiano († 1971)
- 29 novembre - Aleksandr Viktorovič Ivanovskij, regista cinematografico russo († 1968)
- 29 novembre - Hugo Lahtinen, multiplista finlandese († 1977)
- 29 novembre - Julius Raab, politico austriaco († 1964)
- 30 novembre - Pietro Campilli, politico italiano († 1974)
- 30 novembre - Luciano Doria, giornalista, regista e sceneggiatore italiano († 1961)
- 30 novembre - B. B. Kahane, produttore cinematografico statunitense († 1960)

## Dicembre(113)
- 1º dicembre - James Bell, attore statunitense († 1973)
- 1º dicembre - Götrik Frykman, calciatore svedese († 1948)
- 1º dicembre - Astolfo Lunardi, antifascista e partigiano italiano († 1944)
- 1º dicembre - Joseph Pé, ciclista su strada belga († 1980)
- 2 dicembre - Otto Dix, pittore tedesco († 1969)
- 2 dicembre - Josef Šroubek, calciatore e hockeista su ghiaccio cecoslovacco († 1964)
- 3 dicembre - Thomas F. Farrell, generale statunitense († 1967)
- 3 dicembre - Gustaf Lindblom, triplista svedese († 1960)
- 3 dicembre - Christian Morville, calciatore danese († 1942)
- 3 dicembre - Warwick Ward, attore e produttore cinematografico britannico († 1967)
- 4 dicembre - Licco Amar, violinista ungherese († 1959)
- 4 dicembre - Aldo Mantovani, fantino italiano († 1959)
- 4 dicembre - Felix Schlag, medaglista statunitense († 1974)
- 5 dicembre - Andrėj Cikota, presbitero bielorusso († 1952)
- 5 dicembre - La Goya, cantante spagnola († 1950)
- 5 dicembre - Theodor Kröger, scrittore tedesco († 1958)
- 5 dicembre - Edna Payne, attrice statunitense († 1953)
- 6 dicembre - Pietro Bellora, politico e imprenditore italiano († 1959)
- 6 dicembre - Peter Carpenter, aviatore britannico († 1971)
- 6 dicembre - Masatomi Kimura, ammiraglio giapponese († 1960)
- 6 dicembre - Italo Lunelli, patriota, politico e alpinista italiano († 1960)
- 6 dicembre - Guglielmo Malatesta, pistard italiano († 1920)
- 6 dicembre - Bill Peacock, pallanuotista britannico († 1948)
- 6 dicembre - Gotthard Sachsenberg, aviatore e militare tedesco († 1961)
- 7 dicembre - Carlo Colussi, politico e giornalista italiano († 1945)
- 7 dicembre - Vasil Gendov, attore, regista e sceneggiatore bulgaro († 1970)
- 7 dicembre - Adolfo Infante, generale italiano († 1970)
- 7 dicembre - Robert Martin, direttore della fotografia statunitense († 1980)
- 7 dicembre - Otto Rasch, militare, poliziotto e criminale di guerra tedesco († 1948)
- 7 dicembre - Alessandro Zenatello, pittore italiano († 1977)
- 8 dicembre - Neva Gerber, attrice statunitense († 1974)
- 8 dicembre - Luigi Grassi, politico italiano († 1970)
- 8 dicembre - John Langenus, arbitro di calcio belga († 1952)
- 8 dicembre - Antonio Priolo, patriota e politico italiano († 1978)
- 8 dicembre - Alexander Wienerberger, ingegnere chimico austriaco († 1955)
- 9 dicembre - Maksim Bahdanovič, poeta, giornalista e traduttore bielorusso († 1917)
- 9 dicembre - Jacques Berlioz, zoologo francese († 1975)
- 9 dicembre - Mark Gertler, pittore inglese († 1939)
- 9 dicembre - Silvio Tacconis, arbitro di calcio e farmacista italiano († 1951)
- 10 dicembre - Harold Alexander, generale e politico britannico († 1969)
- 10 dicembre - Mihail Manoilescu, politico e economista rumeno († 1950)
- 10 dicembre - Nelly Sachs, poetessa e scrittrice tedesca († 1970)
- 12 dicembre - Arrigo Jacchia, giornalista italiano († 1963)
- 12 dicembre - Buck Jones, attore statunitense († 1942)
- 13 dicembre - Jack Brennan, calciatore inglese († 1942)
- 13 dicembre - Samuel Dushkin, violinista statunitense († 1976)
- 13 dicembre - Félix Arenas Gaspar, ufficiale spagnolo († 1921)
- 13 dicembre - Josef Reichert, generale tedesco († 1970)
- 13 dicembre - Edoardo Salerno, politico e prefetto italiano († 1978)
- 15 dicembre - A.P. Carter, musicista statunitense († 1960)
- 15 dicembre - William Duthie Morgan, generale britannico († 1977)
- 15 dicembre - Martial Gueroult, filosofo e storico della filosofia francese († 1976)
- 15 dicembre - W. Averell Harriman, imprenditore, diplomatico e politico statunitense († 1986)
- 15 dicembre - Hans Jakob, esperantista tedesco († 1967)
- 15 dicembre - Karl Meissner, fisico tedesco († 1959)
- 15 dicembre - David Wijnveldt, calciatore olandese († 1962)
- 16 dicembre - Kurt Brennecke, generale tedesco († 1982)
- 16 dicembre - Ferenc Szűts, ginnasta ungherese († 1966)
- 16 dicembre - Giuseppe Tassinari, agronomo e politico italiano († 1944)
- 17 dicembre - Federico Sigismondo di Prussia, principe prussiano († 1927)
- 17 dicembre - Hu Shi, scrittore e diplomatico cinese († 1962)
- 17 dicembre - Arturo Nathan, pittore italiano († 1944)
- 17 dicembre - Karl Emil Schäfer, militare e aviatore tedesco († 1917)
- 18 dicembre - Ettore Colombo, imprenditore italiano († 1953)
- 19 dicembre - Edward Raczyński, politico, diplomatico e scrittore polacco († 1993)
- 19 dicembre - Jeanne Vaussard, tennista francese († 1977)
- 20 dicembre - Erik Almlöf, triplista svedese († 1971)
- 20 dicembre - Axel Andersen, ginnasta danese († 1931)
- 20 dicembre - Carlo Bergamaschi, avvocato e politico italiano († 1969)
- 20 dicembre - Marija Skobcova, nobile, poetessa e religiosa russa († 1945)
- 20 dicembre - Margaret Suckley, archivista statunitense († 1991)
- 20 dicembre - Francesco Viviani, antifascista italiano († 1945)
- 21 dicembre - Philipp Etter, politico svizzero († 1977)
- 21 dicembre - Ernest Leonard Johnson, astronomo sudafricano
- 21 dicembre - Spartaco Marchi, baritono italiano († 1976)
- 21 dicembre - Rebecca Salsbury James, pittrice statunitense († 1968)
- 22 dicembre - Marcelle Chaumont, stilista francese († 1990)
- 23 dicembre - Giulio Camber Barni, poeta, avvocato e militare italiano († 1941)
- 23 dicembre - Kurt von der Chevallerie, generale tedesco († 1945)
- 23 dicembre - Ivo Coccia, avvocato, politico e antifascista italiano († 1979)
- 23 dicembre - Cy Denneny, hockeista su ghiaccio canadese († 1970)
- 23 dicembre - Diaderico Raffaldini, calciatore italiano († 1955)
- 23 dicembre - Xavier Vallat, avvocato, giornalista e politico francese († 1972)
- 24 dicembre - Solomon Birnbaum, linguista austriaco († 1989)
- 24 dicembre - Elmano Cardim, giornalista brasiliano († 1979)
- 24 dicembre - Stanislao Di Chiara, ginnasta italiano († 1973)
- 24 dicembre - Virginia Dighero, supercentenaria italiana († 2005)
- 24 dicembre - Gustavo Hauser, calciatore italiano († 1969)
- 25 dicembre - Kenneth Arthur Noel Anderson, generale britannico († 1959)
- 25 dicembre - Natale Bosco, ciclista su strada italiano († 1961)
- 25 dicembre - August Fager, mezzofondista statunitense († 1967)
- 25 dicembre - Earle Foxe, attore statunitense († 1973)
- 25 dicembre - Cesare Lovati, allenatore di calcio e calciatore argentino († 1961)
- 25 dicembre - Poul Nielsen, calciatore danese († 1962)
- 25 dicembre - Klas Särner, ginnasta svedese († 1980)
- 26 dicembre - Heikki Kähkönen, lottatore finlandese († 1962)
- 26 dicembre - Henry Miller, scrittore, pittore e saggista statunitense († 1980)
- 27 dicembre - Costantino Mortati, giurista e costituzionalista italiano († 1985)
- 27 dicembre - Aleksander Ładoś, diplomatico e politico polacco († 1963)
- 28 dicembre - Giuseppe Dosi, militare italiano († 1981)
- 28 dicembre - Ettore Giannuzzi, generale italiano
- 28 dicembre - Frank Synnott, hockeista su ghiaccio statunitense († 1945)
- 29 dicembre - Gustav Edén, calciatore norvegese († 1966)
- 29 dicembre - Béla Imrédy, politico ungherese († 1946)
- 29 dicembre - George Marshall, regista, sceneggiatore e attore statunitense († 1975)
- 29 dicembre - Alphonse Van Mele, ginnasta belga († 1972)
- 29 dicembre - Luigi Olivari, ufficiale e aviatore italiano († 1917)
- 30 dicembre - Monzō Akiyama, militare giapponese († 1944)
- 30 dicembre - Giovanni Domaschi, operaio italiano († 1945)
- 30 dicembre - Antoine Pinay, politico francese († 1994)
- 30 dicembre - Wiktor Thommée, generale polacco († 1940)
- 31 dicembre - Armando Angelini, politico e avvocato italiano († 1968)
- 31 dicembre - Pál Simon, velocista ungherese († 1956)

## Senza giorno specificato(98)
- Adolfo Busi, pittore e illustratore italiano († 1977)
- Al Jawhara bint Musaed Al Jiluwi, principessa saudita († 1919)
- Antonio Alessio, ingegnere aeronautico italiano
- Karl Alwin, direttore d'orchestra tedesco († 1945)
- Claudio Argentieri, editore italiano († 1956)
- Marino Auriti, artista italiano († 1980)
- Umberto Banchelli, giornalista italiano († 1975)
- Mario Bazzi, illustratore e pittore italiano († 1954)
- Raffaello Bibbiani, architetto italiano († 1989)
- Stephan Bibrowski, circense polacco († 1932)
- Giuseppe Carlo Bobbi, scultore italiano († 1954)
- Enzo Bonaventura, psicologo italiano († 1948)
- Renato Camus, architetto italiano († 1971)
- Donato Carretta, funzionario italiano († 1944)
- Rodolfo Ceccaroni, ceramista, scultore e pittore italiano († 1983)
- James F. Chappell, astronomo e fotografo statunitense († 1964)
- Pierre Conté, ballerino, coreografo e compositore francese († 1971)
- Maria Crisi Ginanni, scrittrice e giornalista italiana († 1952)
- Minnie Devereaux, attrice statunitense († 1923)
- Ewald André Dupont, regista, sceneggiatore e produttore cinematografico tedesco († 1956)
- George William Edwards, economista statunitense († 1954)
- Ivan Egorov, calciatore russo († 1943)
- Jimmy Elliott, allenatore di calcio e calciatore inglese († 1939)
- Walter Eucken, economista tedesco († 1950)
- Fidelio Finke, musicista tedesco († 1968)
- Vasilij Fёdorovič Fёdorov, regista cinematografico sovietico († 1971)
- Frank Garofalo, mafioso italiano († 1968)
- Agostino Giambelli, ingegnere e politico italiano († 1978)
- Agamemnōn Gkilīs, calciatore greco
- Léon Emmanuel Govaerts, architetto belga († 1970)
- John Grant, calciatore inglese
- Giuseppe Grassa, aviatore italiano († 1920)
- Ruth Hennessy, attrice statunitense
- Frederick Jacobi, musicista statunitense († 1952)
- David Jagger, pittore inglese († 1958)
- Gregorio Jover, anarchico spagnolo († 1964)
- Emil Kaufmann, storico dell'arte e storico dell'architettura austriaco († 1953)
- Elisabetta Keller, pittrice svizzera († 1969)
- Tivadar Kiss, allenatore di calcio ungherese († 1945)
- Nicholas Kove, imprenditore ungherese († 1958)
- Leonid Ivanovič Kubbel', scacchista e compositore di scacchi russo († 1942)
- Ali Këlcyra, politico albanese († 1963)
- Arturo Lanteri, fumettista e regista argentino († 1975)
- Ivan Stepanovič Laškevič, militare russo († 1917)
- Raymond Lefebvre, politico, giornalista e scrittore francese († 1920)
- Stavros G. Livanos, armatore greco († 1963)
- Pier Giulio Magistretti, architetto italiano († 1945)
- Luigi Manusardi, militare italiano († 1937)
- Herbert Mason, fotografo, regista e produttore cinematografico inglese († 1960)
- Dmitrij Matrin, calciatore russo († 1958)
- Federico Melis, artista italiano († 1969)
- Zefferino Monini, imprenditore italiano
- Ugo Montemurro, generale italiano († 1979)
- Cesare Monti, pittore italiano († 1959)
- Mario Mossa De Murtas, pittore e incisore italiano († 1966)
- Ludovico M. Nesbitt, esploratore italiano († 1935)
- Thodōrīs Nikolaïdīs, calciatore greco
- Ritsuta Noda, politico e sindacalista giapponese († 1948)
- Polifemo Orsini, fantino italiano († 1937)
- Val Page, progettista britannico († 1978)
- Rina Breda Paltrinieri, scrittrice, commediografa e insegnante italiana († 1977)
- Guido Parisch, attore, sceneggiatore e regista italiano († 1968)
- Stanislao Pecci, nobile e diplomatico italiano († 1977)
- Juan Perinetti, calciatore e dirigente sportivo argentino († 1957)
- Perpessicius, scrittore rumeno († 1971)
- Ernesto Peyer, allenatore di calcio e calciatore svizzero († 1964)
- Carlo Piazza, calciatore italiano
- Henri Pintens, tiratore di fune belga
- Luigi Riccardo Piovano, traduttore, inventore e militare italiano († 1989)
- Mary Pittaluga, storica dell'arte italiana († 1977)
- Carlo Pizzi, scultore italiano († 1965)
- Olga Printzlau, sceneggiatrice e commediografa statunitense († 1962)
- Ferdinando Raucci, militare italiano († 1943)
- Helen Reilly, scrittrice statunitense († 1962)
- Hialmar Rendahl, zoologo svedese († 1969)
- Fëdor Rimša, calciatore russo († 1942)
- Gino Saviotti, scrittore e saggista italiano († 1980)
- Johann Schwarz, calciatore austriaco († 1914)
- Alfredo Spasciani, bobbista italiano
- Jean Steiger, allenatore di calcio e calciatore svizzero
- Sultan al-Atrash, rivoluzionario siriano († 1982)
- Maxime Surdez, calciatore svizzero († 1969)
- Henry Swift, fotografo statunitense († 1962)
- Rudolf Szepessy-Sokoll, aviatore austro-ungarico († 1917)
- Remo Taccani, pittore italiano († 1973)
- Gherardo Vaiarini, militare italiano († 1942)
- Leonello Vincenti, germanista e traduttore italiano († 1963)
- Wang Zi-Ping, artista marziale cinese († 1973)
- Harold T. Wilkins, giornalista e scrittore britannico († 1960)
- Jan Wils, architetto olandese († 1972)
- John Kirtland Wright, geografo statunitense († 1969)
- Paul Wyss, calciatore svizzero († 1974)
- Adolfo Zamboni, militare, antifascista e partigiano italiano († 1960)
- Umberto Ziveri, pittore italiano († 1971)
- Annibale Zucchini, scultore e architetto italiano († 1970)
- Hasan al-Hudaybi, politico egiziano († 1973)
- Sultan bin Salim al-Qasimi, sovrano emiratino († 1951)
- Solomon kaDinuzulu, sovrano zulu († 1933)